# Puchar Świata w skokach narciarskich 1997/1998 – Zakopane
Puchar Świata w skokach narciarskich Zakopane 1998 – zawody w skokach narciarskich przeprowadzone w ramach Pucharu Świata w skokach narciarskich 1997/1998 między 16 a 18 stycznia 1998 na Wielkiej Krokwi w Zakopanem.
Rozegrane zostały dwa konkursy indywidualne na dużej skoczni. Po raz czwarty zawodnicy rywalizowali w Zakopanem o punkty do klasyfikacji generalnej Pucharu Świata. Były to zarazem 13. i 14. konkursy Pucharu Świata w sezonie 1997/1998.
W pierwszym konkursie na Wielkiej Krokwi zwyciężył Kristian Brenden. W drugim najlepszym zawodnikiem okazał się Primož Peterka. Dla reprezentanta Słowenii była to druga w karierze wygrana w zawodach Pucharu Świata w Zakopanem.
Na drugich miejscach sklasyfikowani zostali Janne Ahonen (pierwszy konkurs) i Kazuyoshi Funaki (drugi konkurs). Dwukrotnie trzecią pozycję zajął Sven Hannawald.
Po raz drugi w historii, po 1996 roku, w ramach Pucharu Świata w skokach narciarskich w Zakopanem rozegrano dwa konkursy indywidualne na dużej skoczni. W 1980 roku zorganizowano po jednym konkursie na normalnej i dużej skoczni, natomiast w 1990 jeden konkurs na dużej skoczni.
Do zawodów zostało zgłoszonych 82 zawodników z 16 narodowych reprezentacji. Najstarszym uczestnikiem był reprezentant Japonii, Masahiko Harada (29 lat i 252 dni), a najmłodszym Polak, Grzegorz Śliwka (15 lat i 272 dni).

## Przed zawodami

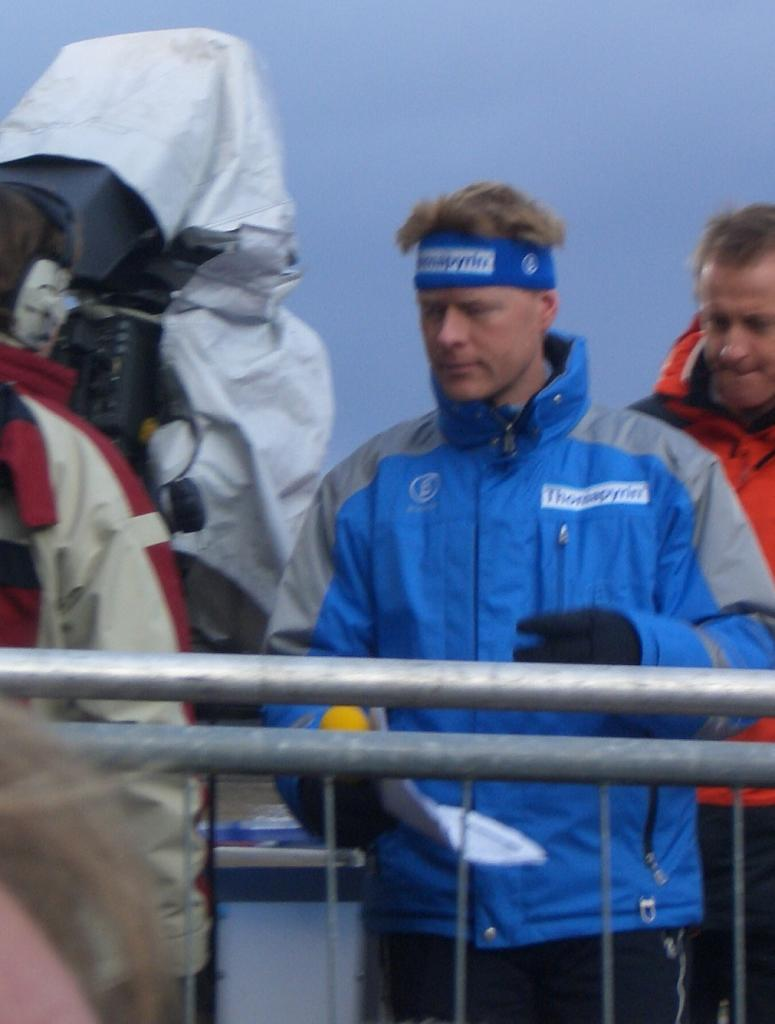
Dieter Thoma – wicelider klasyfikacji generalnej Pucharu Świata przed konkursami w Zakopanem

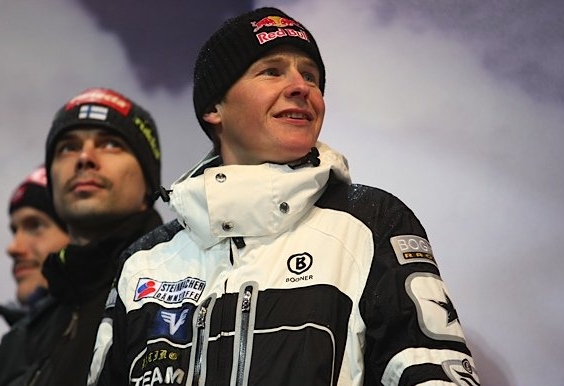
Andreas Goldberger – triumfator konkursu Pucharu Świata w Zakopanem w 1996 roku

Przed konkursami Pucharu Świata w skokach narciarskich w Zakopanem rozegrano 12 indywidualnych zawodów w ramach cyklu. Liderem klasyfikacji generalnej Pucharu Świata był Masahiko Harada, który zgromadził 729 punktów, o 111 więcej od drugiego Dietera Thomy. Trzecią pozycję zajmował Kazuyoshi Funaki z wynikiem 584 punktów. W klasyfikacji Pucharu Narodów prowadzili Japończycy przed Niemcami i Finlandią, sklasyfikowanymi ex aequo na drugim miejscu.
W rozegranych przed konkursami w Zakopanem zawodach Pucharu Świata wygrywali: czterokrotnie – Masahiko Harada, trzykrotnie – Kazuyoshi Funaki, dwukrotnie – Jani Soininen i jednokrotnie – Sven Hannawald, Dieter Thoma i Andreas Widhölzl.
W dniach 29 grudnia 1997–6 stycznia 1998 rozegrano 46. Turniej Czterech Skoczni. Jego triumfatorem został Kazuyoshi Funaki. Reprezentant Japonii zwyciężył w pierwszych trzech konkursach – na skoczniach w Oberstdorfie, Garmisch-Partenkirchen i Innsbrucku. Funaki mógł zostać pierwszym skoczkiem w historii, który zwyciężyłby we wszystkich czterech konkursach jednej edycji Turnieju Czterech Skoczni, jednak w ostatnich zawodach w Bischofshofen ukończył konkurs na ósmym miejscu, a zwyciężył Niemiec Sven Hannawald. W klasyfikacji generalnej 46. Turnieju Czterech Skoczni trzy czołowe pozycje zajęli Kazuyoshi Funaki, Sven Hannawald i Janne Ahonen.
W ostatnich konkursach przed Pucharem Świata w Zakopanem, tj. w Ramsau (11 stycznia) triumfowali reprezentanci Japonii. Zwycięstwo odniósł lider Pucharu Świata, Masahiko Harada przed Kazuyoshim Funakim i Hiroyą Saitō. Czwarte miejsce zajął Andreas Widhölzl, zaś piąte ex aequo Japończycy – Yoshikazu Norota i Kenji Suda. W konkursie w Ramsau nie wystartowali jednak Janne Ahonen, Hansjörg Jäkle, Sven Hannawald, Primož Peterka i Jaroslav Sakala – zawodnicy z czołowej piętnastki w klasyfikacji Pucharu Świata.

### Klasyfikacja Pucharu Świata przed konkursami w Zakopanem
| Klasyfikacja PŚ przed konkursami w Zakopanem | Klasyfikacja PŚ przed konkursami w Zakopanem | Klasyfikacja PŚ przed konkursami w Zakopanem | Klasyfikacja PŚ przed konkursami w Zakopanem | Klasyfikacja PŚ przed konkursami w Zakopanem |
| Miejsce                                      | Zawodnik                                     | Państwo                                      | Punkty                                       | Strata do lidera                             |
| -------------------------------------------- | -------------------------------------------- | -------------------------------------------- | -------------------------------------------- | -------------------------------------------- |
| 1.                                           | Masahiko Harada                              | Japonia                                      | 729                                          | –                                            |
| 2.                                           | Dieter Thoma                                 | Niemcy                                       | 618                                          | 111                                          |
| 3.                                           | Kazuyoshi Funaki                             | Japonia                                      | 584                                          | 145                                          |
| 4.                                           | Jani Soininen                                | Finlandia                                    | 557                                          | 172                                          |
| 5.                                           | Andreas Widhölzl                             | Austria                                      | 451                                          | 278                                          |
| 6.                                           | Primož Peterka                               | Słowenia                                     | 433                                          | 296                                          |
| 7.                                           | Hiroya Saitō                                 | Japonia                                      | 414                                          | 315                                          |
| 8.                                           | Janne Ahonen                                 | Finlandia                                    | 373                                          | 356                                          |
| 9.                                           | Sven Hannawald                               | Niemcy                                       | 328                                          | 401                                          |
| 10.                                          | Stefan Horngacher                            | Austria                                      | 316                                          | 403                                          |
| 11.                                          | Noriaki Kasai                                | Japonia                                      | 305                                          | 424                                          |
| 12.                                          | Hansjörg Jäkle                               | Niemcy                                       | 241                                          | 488                                          |
| 13.                                          | Jaroslav Sakala                              | Czechy                                       | 228                                          | 501                                          |
| 14.                                          | Andreas Goldberger                           | Austria                                      | 218                                          | 511                                          |
| 15.                                          | Martin Höllwarth                             | Austria                                      | 211                                          | 518                                          |
| 16.                                          | Kimmo Savolainen                             | Finlandia                                    | 190                                          | 539                                          |
| 17.                                          | Henning Stensrud                             | Norwegia                                     | 178                                          | 551                                          |
| 18.                                          | Michael Wagner                               | Niemcy                                       | 176                                          | 553                                          |
| 19.                                          | Kazuya Yoshioka                              | Japonia                                      | 167                                          | 562                                          |
| 20.                                          | Mika Laitinen                                | Finlandia                                    | 164                                          | 565                                          |
| 21.                                          | Ari-Pekka Nikkola                            | Finlandia                                    | 154                                          | 575                                          |
| 22.                                          | Reinhard Schwarzenberger                     | Austria                                      | 147                                          | 582                                          |
| 23.                                          | Sylvain Freiholz                             | Szwajcaria                                   | 88                                           | 641                                          |
| 23.                                          | Wolfgang Loitzl                              | Austria                                      | 88                                           | 641                                          |
| 25.                                          | Jon Petter Sandaker                          | Norwegia                                     | 87                                           | 642                                          |
| 26.                                          | Kenji Suda                                   | Japonia                                      | 78                                           | 651                                          |
| 27.                                          | Takanobu Okabe                               | Japonia                                      | 76                                           | 653                                          |
| 28.                                          | Kristian Brenden                             | Norwegia                                     | 67                                           | 662                                          |
| 29.                                          | Martin Schmitt                               | Niemcy                                       | 65                                           | 664                                          |
| 30.                                          | Michal Doležal                               | Czechy                                       | 64                                           | 665                                          |
| 31.                                          | Ronny Hornschuh                              | Niemcy                                       | 62                                           | 667                                          |
| 32.                                          | Yoshikazu Norota                             | Japonia                                      | 60                                           | 669                                          |
| 33.                                          | Roar Ljøkelsøy                               | Norwegia                                     | 54                                           | 675                                          |
| 34.                                          | Walerij Kobielew                             | Rosja                                        | 50                                           | 679                                          |
| 35.                                          | Nicolas Dessum                               | Francja                                      | 46                                           | 683                                          |
| 36.                                          | Matthias Wallner                             | Austria                                      | 44                                           | 685                                          |
| 37.                                          | Matti Hautamäki                              | Finlandia                                    | 43                                           | 686                                          |
| 38.                                          | Hideharu Miyahira                            | Japonia                                      | 41                                           | 688                                          |
| 39.                                          | Lasse Ottesen                                | Norwegia                                     | 40                                           | 689                                          |
| 40.                                          | František Jež                                | Czechy                                       | 38                                           | 691                                          |
| 40.                                          | Tommy Ingebrigtsen                           | Norwegia                                     | 38                                           | 691                                          |
| 42.                                          | Adam Małysz                                  | Polska                                       | 33                                           | 696                                          |
| 42.                                          | Espen Bredesen                               | Norwegia                                     | 33                                           | 696                                          |
| 44.                                          | Robert Mateja                                | Polska                                       | 32                                           | 697                                          |
| 45.                                          | Robert Křenek                                | Czechy                                       | 28                                           | 701                                          |
| 46.                                          | Bruno Reuteler                               | Szwajcaria                                   | 26                                           | 703                                          |
| 47.                                          | Roberto Cecon                                | Włochy                                       | 25                                           | 704                                          |
| 47.                                          | Peter Žonta                                  | Słowenia                                     | 25                                           | 704                                          |
| 49.                                          | Jussi Hautamäki                              | Finlandia                                    | 23                                           | 706                                          |
| 50.                                          | Jérôme Gay                                   | Francja                                      | 20                                           | 709                                          |
| 51.                                          | Gerd Siegmund                                | Niemcy                                       | 16                                           | 713                                          |
| 51.                                          | Simon Ammann                                 | Szwajcaria                                   | 16                                           | 713                                          |
| 53.                                          | Wojciech Skupień                             | Polska                                       | 15                                           | 714                                          |
| 54.                                          | Urban Franc                                  | Słowenia                                     | 13                                           | 716                                          |
| 55.                                          | Jakub Janda                                  | Czechy                                       | 12                                           | 717                                          |
| 56.                                          | Miha Rihtar                                  | Słowenia                                     | 10                                           | 719                                          |
| 56.                                          | Håvard Lie                                   | Norwegia                                     | 10                                           | 719                                          |
| 58.                                          | Morten Ågheim                                | Norwegia                                     | 9                                            | 720                                          |
| 59.                                          | Ville Kantee                                 | Finlandia                                    | 8                                            | 721                                          |
| 60.                                          | Choi Heung-chul                              | Korea Południowa                             | 6                                            | 723                                          |
| 61.                                          | Sturle Holseter                              | Norwegia                                     | 4                                            | 725                                          |
| 61.                                          | Michael Kury                                 | Austria                                      | 4                                            | 725                                          |
| 61.                                          | Christof Duffner                             | Niemcy                                       | 4                                            | 725                                          |
| 64.                                          | Randy Weber                                  | Stany Zjednoczone                            | 3                                            | 726                                          |
| 64.                                          | Lucas Chevalier-Girod                        | Francja                                      | 3                                            | 726                                          |
| 66.                                          | Ralf Gebstedt                                | Niemcy                                       | 2                                            | 727                                          |
| 66.                                          | Alaksiej Szybko                              | Białoruś                                     | 2                                            | 727                                          |

### Organizacja zawodów

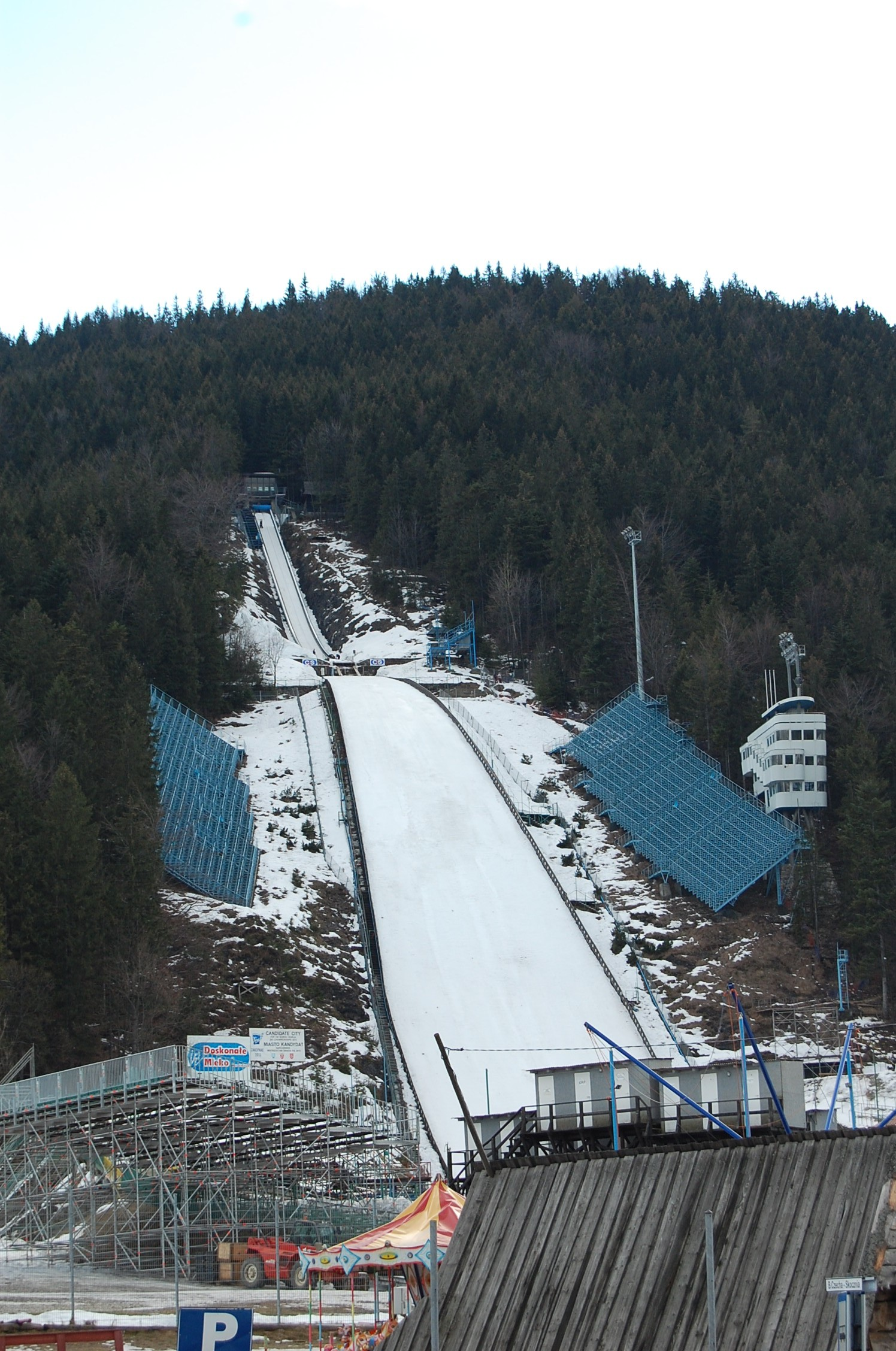
Wielka Krokiew w Zakopanem

Organizatorzy na oba konkursy przygotowali 40 tysięcy biletowanych miejsc na trybunach. Bilety na zawody były sprzedawane w cenach 2 złote (ulgowy) i 5 złotych (normalny).
Brak odpowiedniej ilości śniegu utrudniał organizatorom przeprowadzenie zawodów. Ujemne temperatury pozwoliły jednak na skorzystanie z armatek śnieżnych. Śnieg zwieziono również z okolic Morskiego Oka.
Oprócz zawodów Pucharu Świata, w Zakopanem zaplanowano także ceremonię olimpijskiego ślubowania reprezentantów Polski w skokach narciarskich na XVIII Zimowe Igrzyska Olimpijskie w Nagano. Uroczystość odbyła się 17 stycznia, po zakończeniu pierwszego konkursu. Ślubowanie złożyli Krystian Długopolski, Łukasz Kruczek, Adam Małysz, Robert Mateja i Wojciech Skupień.

### Program zawodów
Pierwszy oficjalny trening skoków odbył się 16 stycznia 1998 roku, a ostatnim wydarzeniem był rozegrany dwa dni później drugi konkurs pucharowy. Łącznie zaplanowano przeprowadzenie dwóch konkursów indywidualnych, a także dwóch serii kwalifikacyjnych i trzech oficjalnych treningów.
Poniższa tabela przedstawia szczegółowy wykaz wydarzeń zaplanowanych w ramach Pucharu Świata Zakopane 1998.
| Data             | Godzina | Wydarzenie |
| ---------------- | ------- | --- |
| 16 stycznia 1998 | 13:00   | oficjalny trening na skoczni K-116 (3 serie)                                                                                |
| 17 stycznia 1998 | 10:00   | seria kwalifikacyjna przed zawodami indywidualnymi na skoczni K-116                                                         |
| 17 stycznia 1998 | 13:00   | początek pierwszej serii konkursowej zawodów indywidualnych na skoczni K-116, druga seria konkursowa zawodów indywidualnych |
| 18 stycznia 1998 | 10:00   | seria kwalifikacyjna przed zawodami indywidualnymi na skoczni K-116                                                         |
| 18 stycznia 1998 | 13:00   | początek pierwszej serii konkursowej zawodów indywidualnych na skoczni K-116, druga seria konkursowa zawodów indywidualnych |

## Skocznia
Konkursy Pucharu Świata w skokach narciarskich w Zakopanem w 1998 roku rozegrano na Wielkiej Krokwi im. Stanisława Marusarza, usytuowanej na północnym stoku góry Krokiew w Tatrach Zachodnich. Na obiekcie rozegrano dwa konkursy indywidualne. Na Wielkiej Krokwi trzykrotnie rywalizowano w zawodach Pucharu Świata – w 1980, 1990 i 1996 roku. Zaplanowane były również zawody w 1981 roku, jednak zostały odwołane.
|  | Nazwa skoczni  | Miejscowość | Punkt K | Rekord skoczni | Rekord skoczni | Rekord skoczni |
|  | -------------- | ----------- | ------- | -------------- | -------------- | -------------- |
|  | Wielka Krokiew | Zakopane    | K-116   | 130,0 m        | Primož Peterka | 27.01.1996     |

## Przebieg zawodów

### Serie treningowe (16.01.1998)

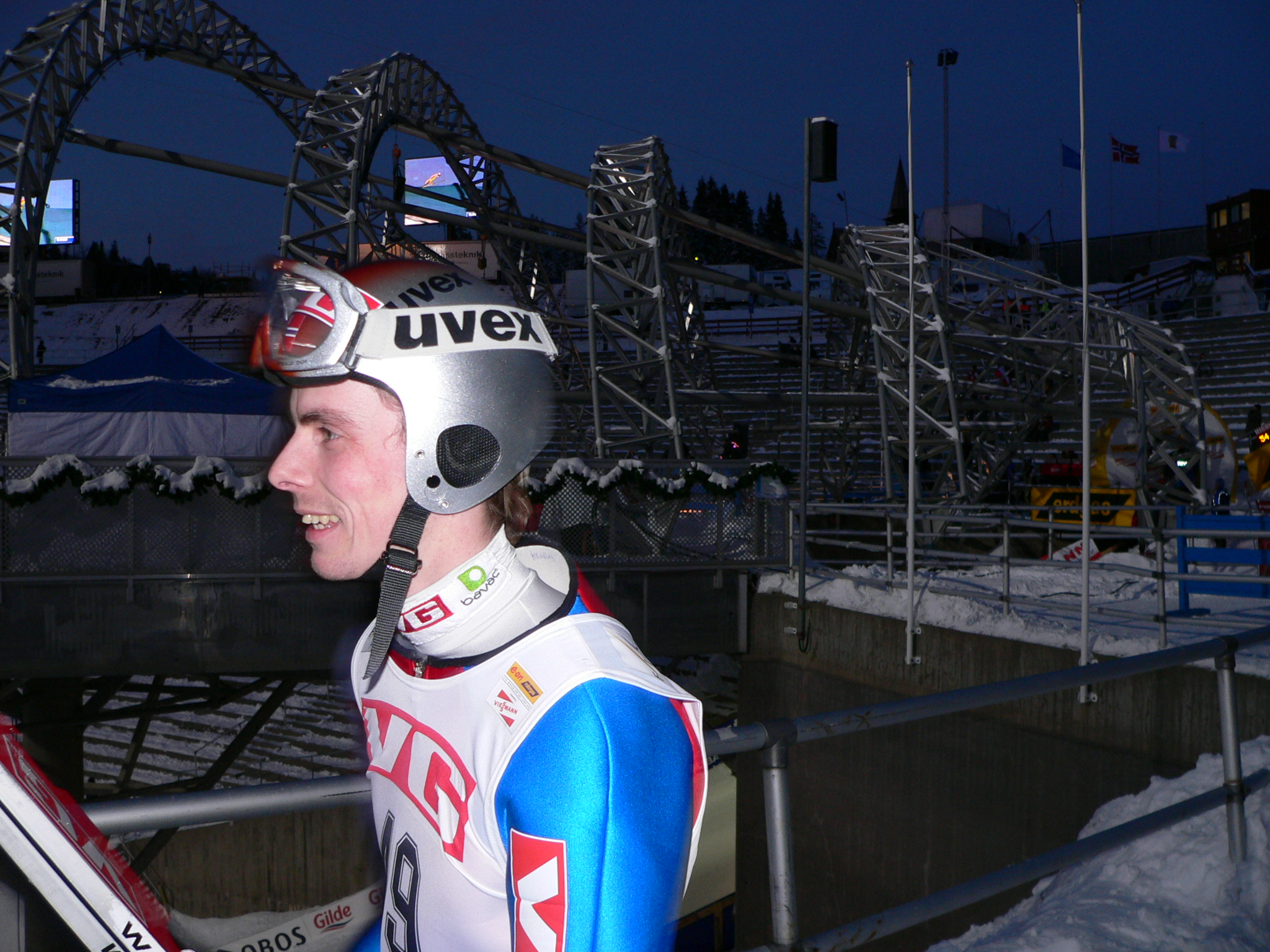
Henning Stensrud – lider po pierwszej serii pierwszego konkursu w Zakopanem

Pierwsza seria treningowa rozpoczęła się w piątek 16 stycznia o godzinie 13:00. Była wielokrotnie przerywana z powodu wiejącego halnego. Trzykrotnie obniżano zawodnikom belkę startową. Ostatecznie, po oddaniu skoków przez 68 skoczków, trening został odwołany. Pozostałych serii nie rozegrano. Spośród zawodników, którzy oddali swój skok, najdłuższy (129 m) uzyskał Henning Stensrud. Odległość 112 m uzyskał Toni Nieminen, zaś 110,5 m – Wojciech Skupień. Seria treningowa została odwołana przed próbą Andreasa Goldbergera. Jeszcze przed podjęciem decyzji przez jury o anulowaniu treningu, z udziału w nim zrezygnował Dieter Thoma.

### Kwalifikacje do pierwszego konkursu indywidualnego (17.01.1998)

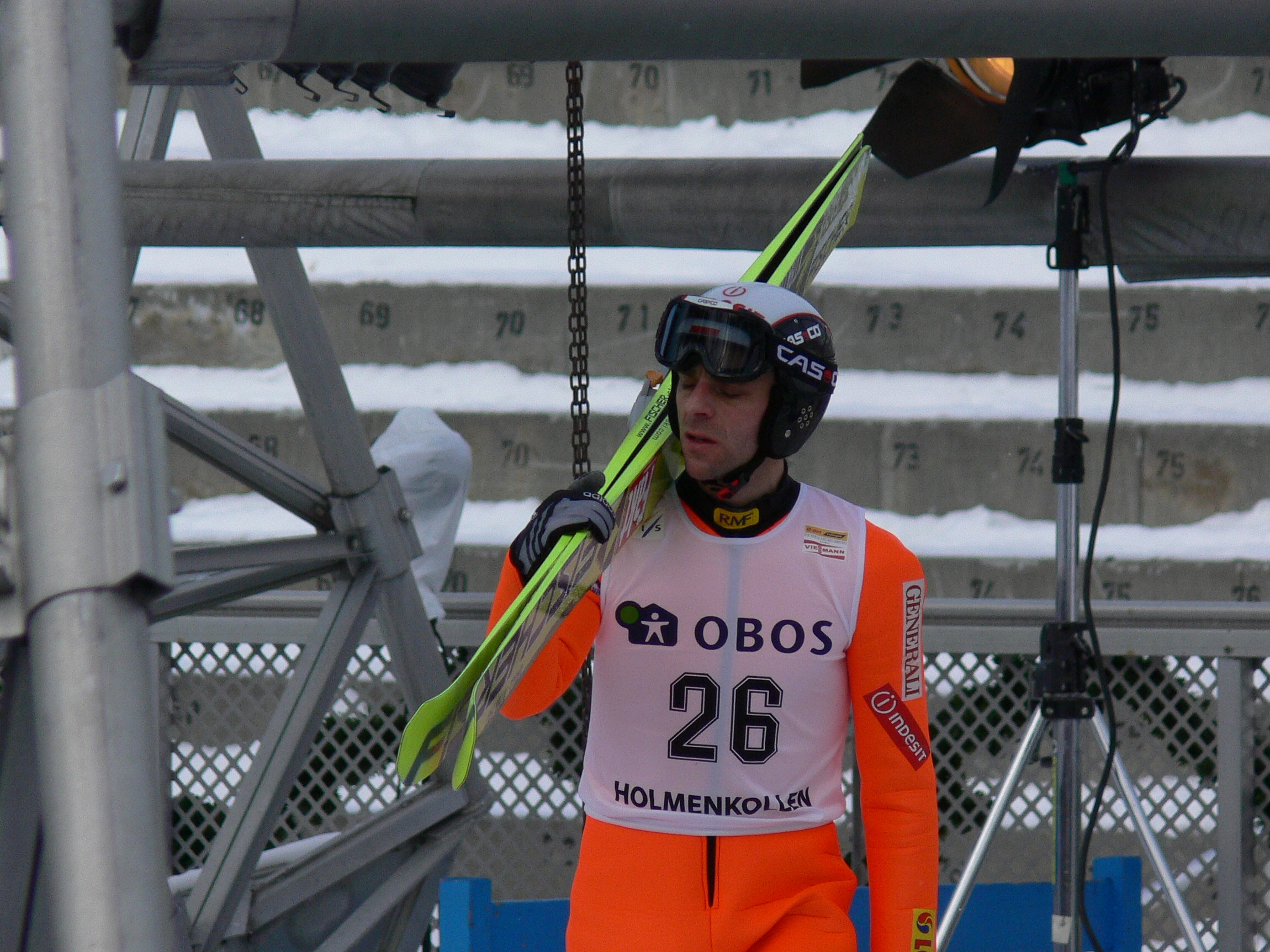
Robert Mateja – szósty zawodnik pierwszego konkursu w Zakopanem

Seria kwalifikacyjna rozpoczęła się 17 stycznia 1998 roku o godzinie 10:00, ponieważ na skoczni przestało wiać. Kwalifikacje rozegrano w dogodnych warunkach atmosferycznych. Zakończyły się one wygraną Kazuyoshiego Funakiego, który oddał skok na odległość 119 m. O dwa i pół metra dalej lądował wicelider Pucharu Świata, Dieter Thoma. Niemiec otrzymał jednak o 5 punktów niższe noty za styl i przegrał z Japończykiem różnicą 0,5 punktu. Trzeci był rodak Thomy, Martin Schmitt, który był najlepszym z grona zawodników walczących o kwalifikację do konkursu głównego. W swojej próbie uzyskał 119 m. Czwarte miejsce zajął Kristian Brenden. Reprezentant Norwegii skoczył 120,5 m i był jedynym zawodnikiem prócz Thomy, który przekroczył granicę 120 metrów.
W serii kwalifikacyjnej wystartowało czternastu reprezentantów Polski. Do konkursu głównego awansowało trzech: Wojciech Skupień (21. miejsce; 110 m), Robert Mateja (25.; 106 m) i Adam Małysz (27.; 106,5 m), natomiast awansu do pierwszej serii zawodów nie uzyskali: Mariusz Maciaś (58. miejsce; 94 m), Andrzej Młynarczyk (59.; 92,5 m), Grzegorz Śliwka (60.; 93 m), Łukasz Kruczek (63.; 92 m), Andrzej Galica (64.; 91,5 m), Aleksander Bojda (66.; 89,5 m), Krystian Długopolski (71.; 88,5 m), Andrzej Karpiel (74.; 83 m), Marcin Sitarz (75.; 80 m), Bartłomiej Gąsienica-Sieczka (77.; 78 m) i Marek Gwóźdź (80.; 77,5 m).
Ogółem w kwalifikacjach wystartowało 80 zawodników z 16 państw.

### Pierwszy konkurs indywidualny (17.01.1998)

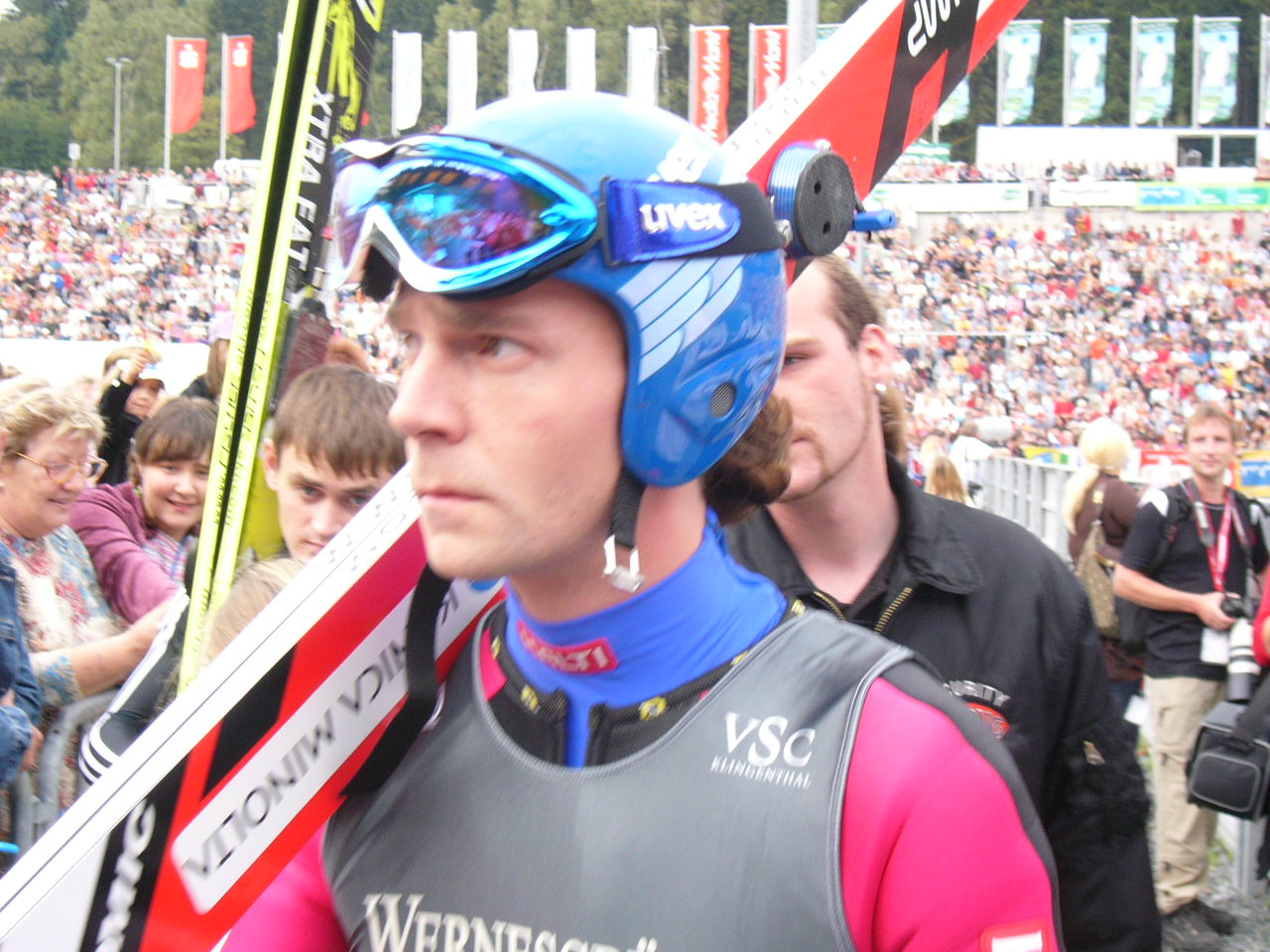
Janne Ahonen – zdobywca 2. miejsca w pierwszym konkursie

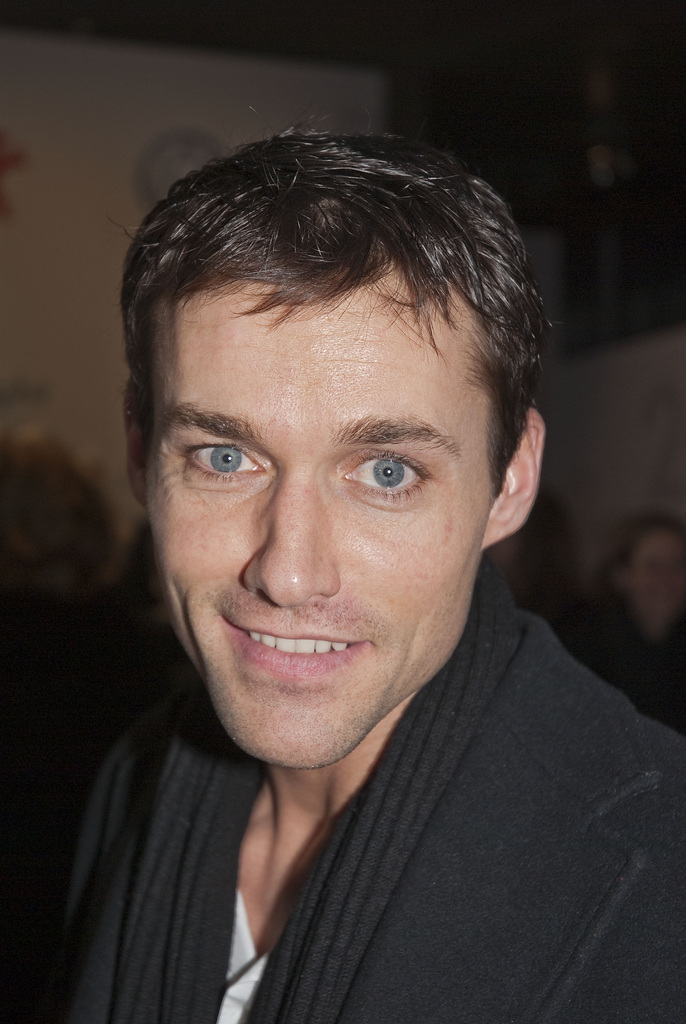
Sven Hannawald – dwukrotny zdobywca 3. miejsca w konkursach w Zakopanem

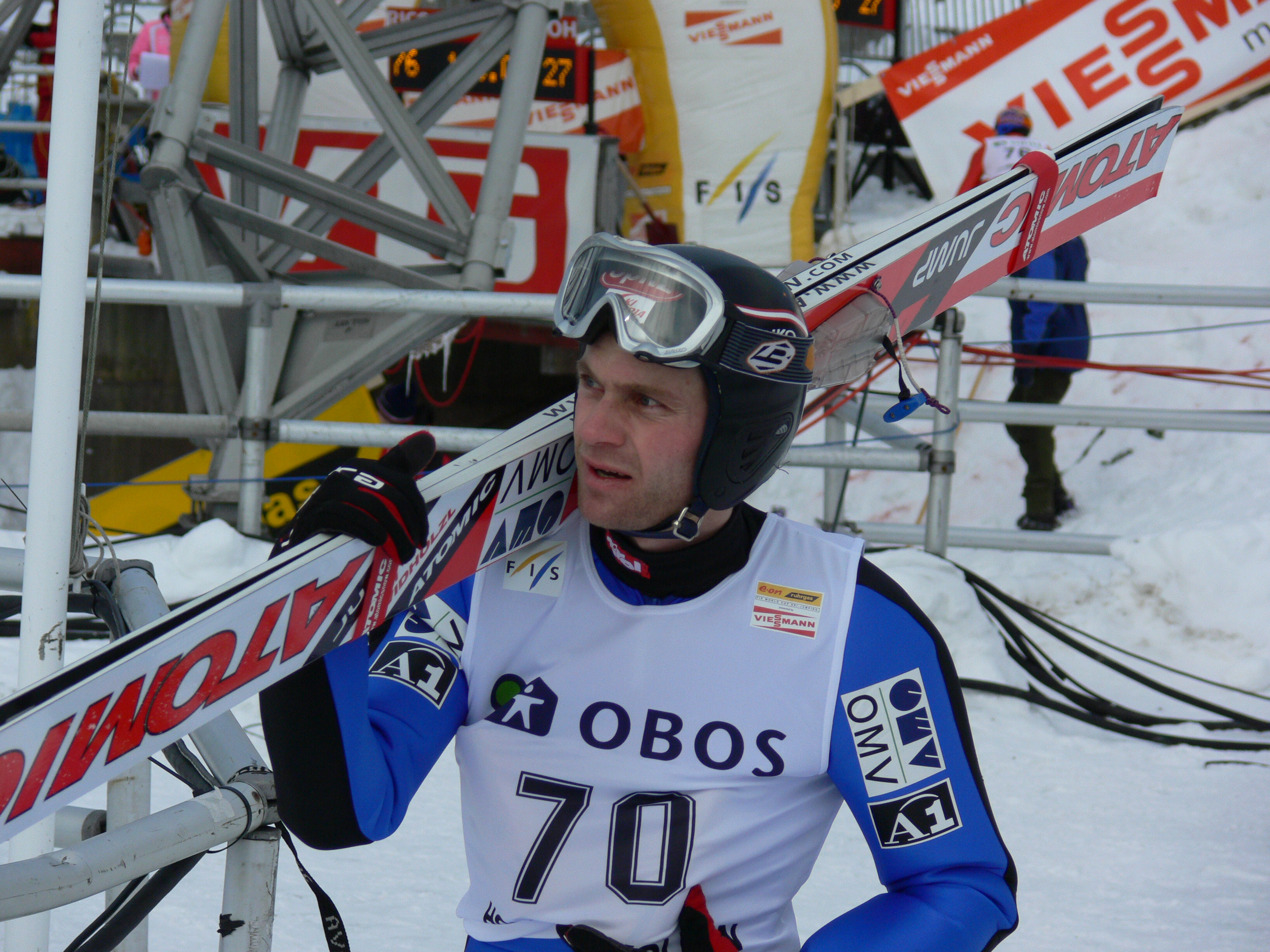
Andreas Widhölzl – czwarty zawodnik pierwszego konkursu

Pierwszy konkurs indywidualny rozpoczął się 17 stycznia o godzinie 13:00. Pół godziny przed rozpoczęciem zawodów zaczął padać lekki deszcz. Jako pierwszy wystartował Szwajcar, Marco Steinauer, który uzyskał 95 metrów. Następnym zawodnikiem był Roland Wakolm, który lądował sześć metrów dalej od Szwajcara i został nowym liderem konkursu. Z numerem piątym wystartował Roland Audenrieth, który dzięki odległości 105,5 m objął prowadzenie. Reprezentanta Niemiec nie zdołali wyprzedzić kolejni zawodnicy, w tym między innymi Wojciech Skupień, który po skoku na 99,5 metra zajmował trzecie miejsce. W trakcie rywalizacji zaczęły nasilać się opady deszczu, które powodowały coraz gorsze warunki dla zawodników na rozbiegu skoczni.
Audenrieth pozostawał na pierwszej pozycji, aż do skoku 20. zawodnika konkursu, Roberta Matei, który uzyskał 106,5 metra i wyprzedził dotychczasowego lidera o 7,3 punktu. Startujący po Matei Adam Małysz oddał skok na odległość 94,5 m i zajął dalsze miejsce. Odległość 99 m uzyskał Kristian Brenden i plasował się na piątej pozycji. Trudniejsze warunki na skoczni spowodowane intensywniej padającym deszczem spowodowały, że kolejni zawodnicy oddawali krótsze skoki. Startujący z 35. numerem startowym  Henning Stensrud uzyskał 109 metrów i został nowym liderem. Zwycięzca konkursu Pucharu Świata w Zakopanem sprzed dwóch lat, Andreas Goldberger, uzyskał 88,5 m.
Przed skokami zawodników plasujących się w pierwszej dziesiątce Pucharu Świata zaczął padać grad. Ostatnią dziesiątkę pierwszej serii rozpoczął Stefan Horngacher, który lądował na 83. metrze. Startujący bezpośrednio po nim Sven Hannawald i Janne Ahonen uzyskali odległości 97 i 98 metrów i znaleźli się w czołówce zawodów. Następny skoczek – Hiroya Saitō – osiągnął 95,5 metra, a broniący kryształowej kuli Pucharu Świata – Primož Peterka, a także Andreas Widhölzl – po 94 metry. Fin Jani Soininen uzyskał 89 metrów, triumfator Turnieju Czterech Skoczni – Kazuyoshi Funaki – 87 metrów, Dieter Thoma – 86,5 metra, a prowadzący w Pucharze Świata – Masahiko Harada – 96,5 metra. Do finałowej serii nie zdołali awansować Thoma, Funaki, Soininen, Horngacher i Goldberger. Po pierwszej serii pierwsze miejsce zajmował Henning Stensrud, a na kolejnych pozycjach sklasyfikowani zostali Robert Mateja, Roland Audenrieth, Roland Wakolm, Wojciech Skupień i Kristian Brenden.
Przed rozpoczęciem finałowej kolejki grad przemienił się w deszcz ze śniegiem. Jury zawodów podjęło decyzję o wydłużeniu rozbiegu o dwa metry. Jako pierwszy skok w drugiej serii oddał Kazuya Yoshioka, który uzyskał 88,5 metra. Zmiana lidera nastąpiła po skoku następnego zawodnika, Hansjörga Jäkle, który lądował na 97. metrze. Niemiec był liderem konkursu do skoku Reinharda Schwarzenbergera, który po pierwszej serii plasował się na 26. miejscu (93 m). Austriak poprawił się w serii finałowej o 12,5 metra i objął prowadzenie o 18,2 punktu nad Jäklem. Odległość 97 metrów uzyskał Primož Peterka i plasował się na drugim miejscu. Kolejna zmiana na prowadzeniu w zawodach nastąpiła po skoku Martina Schmitta. Reprezentant Niemiec wyrównał osiągnięcie Schwarzenbergera i wyprzedził go o 2,3 punktu. Jako pierwszy z Polaków zaprezentował się 21. po pierwszej rundzie Adam Małysz. Skoczek z Wisły oddał skok na odległość 92,5 m i zajął siódmą pozycję. Schmitta na pozycji lidera zmienił osiemnasty po pierwszej serii Andreas Widhölzl. Odległość uzyskana przez Austriaka to 107 metrów. Otwierający ostatnią dziesiątkę zawodników Masahiko Harada uzyskał rezultat o trzy metry gorszy i znalazł się tuż za Widhölzlem.
Jako następny zaprezentował się Sven Hannawald, który dzięki osiągnięciu 108. metra wysunął się na prowadzenie w zawodach. Ósmy po pierwszej serii, Lasse Ottesen, wylądował na 89. metrze i stracił swoją pozycję w czołówce konkursu. Metr bliżej od Hannawalda wylądował Janne Ahonen, ale dzięki przewadze z pierwszej serii Fin został nowym liderem zawodów. Został jednak zmieniony na tej pozycji już po skoku następnego skoczka – Kristian Brenden uzyskał bowiem 106 metrów i wyprzedził Fina o 0,5 punktu. Będący na piątej pozycji po pierwszym skoku, Wojciech Skupień tym razem uzyskał 88 metrów i spadł w klasyfikacji zawodów do trzeciej dziesiątki. Trzy metry dalej od Skupnia lądował Roland Wakolm, który również stracił miejsce w czołowej dziesiątce konkursu. Trzeci po pierwszej serii Roland Audenrieth uzyskał 93,5 metra, w efekcie czego zajął dziewiąte miejsce. Taką samą odległość osiągnął również Robert Mateja i zajął szóstą lokatę. Zwycięzca pierwszej serii konkursowej – Henning Stensrud – oddał skok na 87,5 metra, co wystarczyło na 13. pozycję.
Tym samym pierwszy indywidualny konkurs Pucharu Świata w Zakopanem w 1998 roku zakończył się wygraną Kristiana Brendena. Norweg został pierwszym reprezentantem swojego kraju, który zwyciężył w konkursie Pucharu Świata na Wielkiej Krokwi. Dla Brendena było to drugie pucharowe zwycięstwo w karierze. Kolejne miejsca na podium przypadły odpowiednio Janne Ahonenowi i Svenowi Hannawaldowi.
W konkursie wystartowało 50 zawodników z 13 państw.

### Kwalifikacje do drugiego konkursu indywidualnego (18.01.1998)

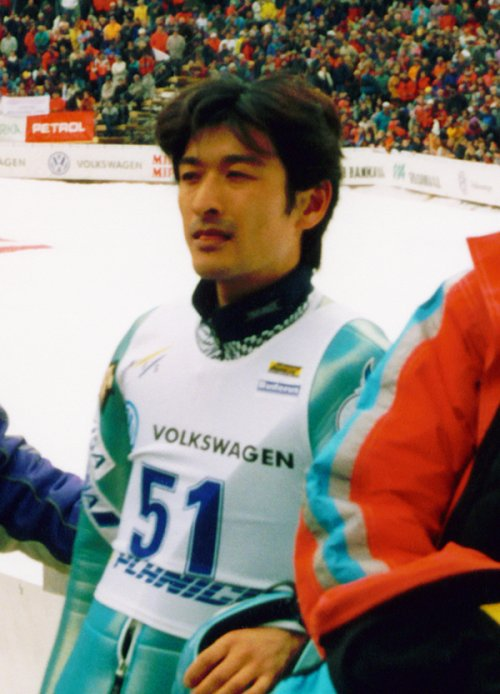
Hiroya Saitō – czwarty zawodnik drugiego konkursu

W niedzielę 18 stycznia o godzinie 10:00 rozpoczęła się runda kwalifikacyjna do drugiego konkursu indywidualnego w Zakopanem. Zakończyła się ona triumfem Svena Hannawalda. Trzeci zawodnik pierwszego konkursu tym razem uzyskał odległość 114 metrów i pokonał swojego rodaka, Hansjörga Jäkle (112,5 m) różnicą 3,2 punktu. Na trzecim miejscu sklasyfikowany został Kristian Brenden. Zwycięzca sobotnich zawodów wylądował na 112 m i był najlepszym zawodnikiem z grona skoczków walczących o udział w konkursie głównym. W przeciwieństwie do sobotniego konkursu, zawody przeprowadzono przy słonecznej, bezwietrznej pogodzie.
Do drugiego konkursu Pucharu Świata w Zakopanem awansowało pięciu z czternastu reprezentantów Polski. Szansę startu w zawodach na Wielkiej Krokwi otrzymali: Adam Małysz (12. miejsce; 106,5 m), Robert Mateja (12.; 106,5 m), Wojciech Skupień (21.; 104 m), Łukasz Kruczek (32.; 99,5 m) i Andrzej Młynarczyk (44.; 94 m). Swój udział w konkursie już na serii kwalifikacyjnej zakończyli: Krystian Długopolski (51.; 89,5 m), Andrzej Karpiel (63.; 88 m), Andrzej Galica (64.; 87 m), Aleksander Bojda (64.; 84,5 m), Marcin Sitarz (66.; 83 m), Mariusz Maciaś (68.; 81,5 m), Mirosław Grzybowski (71.; 79,5 m), Grzegorz Śliwka (77.; 72,5 m) i Bartłomiej Gąsienica-Sieczka (79.; 57,5 m).
Krótkie skoki w serii kwalifikacyjnej oddali Primož Peterka (79 m), Dieter Thoma (67 m) i Andreas Widhölzl (61 m), którzy zajęli odpowiednio 73., 78. i 79. lokatę. Mieli oni jednak zapewniony awans do zawodów głównych dzięki pozycjom w czołowej piętnastce klasyfikacji generalnej Pucharu Świata.
W kwalifikacjach wystartowało 80 zawodników z 16 państw.

### Drugi konkurs indywidualny (18.01.1998)

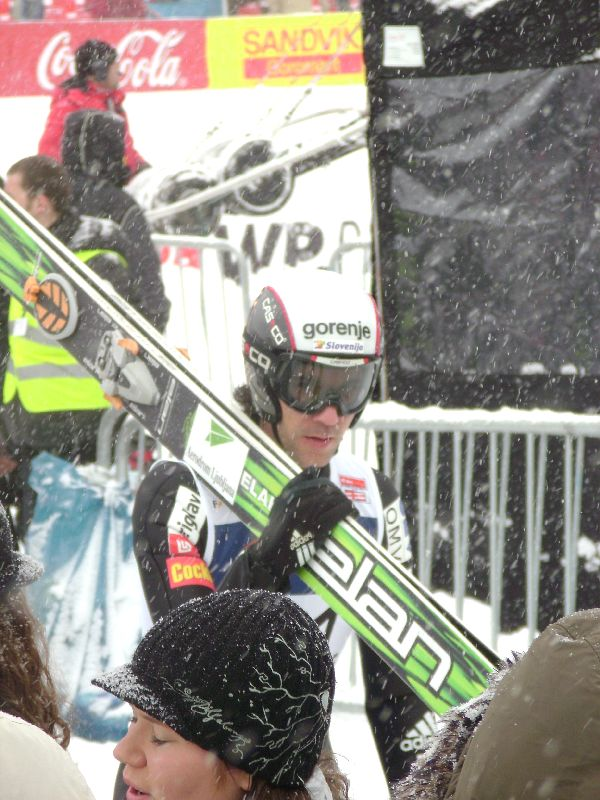
Primož Peterka – triumfator drugiego konkursu w Zakopanem

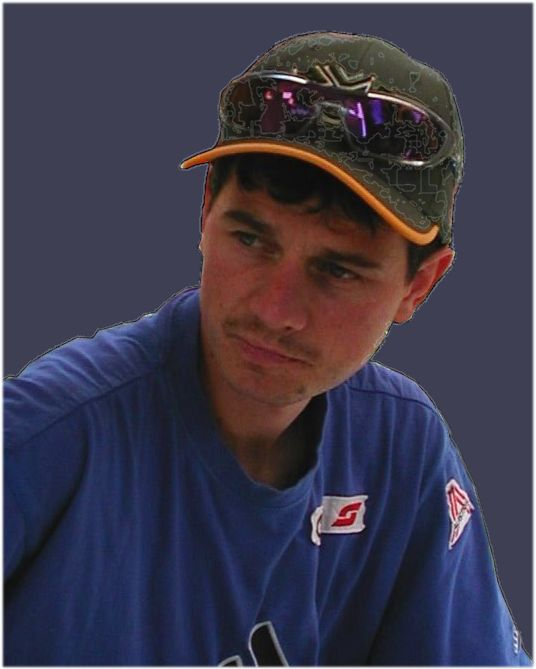
Stefan Horngacher – dziewiąty zawodnik drugiego konkursu

Drugi konkurs indywidualny na Wielkiej Krokwi  rozpoczął się 18 stycznia o godzinie 13:00. Zawody otworzył Andrzej Młynarczyk, który skoczył 89 metrów. Startujący po nim Łukasz Kruczek wylądował 6,5 metra dalej. Reprezentantów Polski pokonał trzeci zawodnik startujący w konkursie, Ján Zelenčík, który uzyskał odległość 107 metrów. Rezultat reprezentanta Słowacji wyrównał Andrej Łyskawiec, który jednak dzięki wyższym notom za styl został liderem zawodów. Białorusin był na prowadzeniu do skoku jedenastego w kolejności Wojciecha Skupnia, który wylądował na 108. metrze. O metr dłuższą odległość uzyskał 12. zawodnik Christof Duffner i dzięki temu wyprzedził reprezentanta Polski. Startujący jako osiemnasty w kolejności František Jež został nowym liderem konkursu, uzyskując 113 metrów.
Jako dwudziesty na rozbiegu skoczni pojawił się kolejny z zawodników gospodarza zawodów – Adam Małysz. Polak wylądował na 107. metrze i sklasyfikowany został na piątym miejscu, ex aequo z Łyskawcem. Z numerem 23. wystartował Roar Ljøkelsøy, który wyrównał osiągnięcie liderującego Ježa i wspólnie z nim objął prowadzenie w zawodach. Ostatnim reprezentantem Polski w pierwszej serii konkursowej był 25. na liście startowej Robert Mateja. Szósty zawodnik pierwszego konkursu uzyskał odległość 111,5 metra i znalazł się na trzeciej pozycji, za Ježem i Ljøkelsøyem. Czech i Norweg nie oddali prowadzenia do 27. skoku w konkursie w wykonaniu Jona Pettera Sandakera. Reprezentant Norwegii skoczył 114,5 metra i o 1,7 punktu wyprzedził dotychczasowych prowadzących.
Zmiana na czele klasyfikacji konkursu nastąpiła po skoku kolejnego z zawodników norweskich, Kristiana Brendena, który wylądował pół metra przed punktem konstrukcyjnym Wielkiej Krokwi. Skaczący z numerem 37. Andreas Goldberger był lepszy o 0,5 metra od Brendena i objął prowadzenie. Trzykrotnego zdobywcę Pucharu Świata wyprzedził dopiero startujący jako 40. zawodnik Hansjörg Jäkle, który uzyskał w swojej próbie 124 metry. Niemca nie zdołał wyprzedzić następny skoczek, Stefan Horngacher (118 m). Trzy i pół metra bliżej od Jäkle lądował Sven Hannawald, który dzięki lepszym ocenom sędziowskim wysunął się na prowadzenie w konkursie. Skaczący po Niemcu Hiroya Saitō uzyskał jeszcze wyższe oceny za skok na 121. metr, dzięki czemu wyprzedził Hannawalda o 0,1 punktu.
Japończyk był liderem do skoku kolejnego zawodnika, Primoža Peterki. Reprezentant Słowenii wylądował na 124. metrze i objął prowadzenie w konkursie z przewagą 6,5 punktu nad Saitō. Peterki nie zdołali wyprzedzić kolejni zawodnicy – Janne Ahonen (117,5 m), Andreas Widhölzl (119 m), Jani Soininen (117 m), Kazuyoshi Funaki (121,5 m) oraz Dieter Thoma (121,5 m). Ostatni zawodnik pierwszej serii konkursowej, lider Pucharu Świata, Masahiko Harada uzyskał w swojej próbie odległość 102 metrów i nie zakwalifikował się do serii finałowej, kończąc swój udział w konkursie na 37. pozycji. Na półmetku zawodów prowadził zatem Peterka, przed Funakim i Saitō.
Drugą serię rozpoczął zajmujący 30. lokatę po pierwszej serii Martin Schmitt. Niemiec uzyskał 83 metry, co nie pozwoliło mu na długie prowadzenie w konkursie, ponieważ startujący bezpośrednio po nim Andrej Łyskawiec lądował 15,5 metra dalej. Będący ex aequo z Białorusinem po pierwszej kolejce na 28. pozycji, Adam Małysz oddał skok na odległość 91,5 metra i znalazł się na drugim miejscu.
Startujący po nim Wojciech Skupień uzyskał 102,5 metra i objął prowadzenie w konkursie. Wyprzedził go już kolejny z zawodników, Reinhard Schwarzenberger, który osiągnął skok o 4 metry dłuższy od Polaka. Zmianę lidera przyniosły kolejne skoki w wykonaniu Kimmo Savolainena (107 m) i Christofa Duffnera (109 m). Niemiec utracił prowadzenie po skokach dwóch zawodników, a skoczkiem, który objął wówczas prowadzenie, był Lasse Ottesen po skoku na 109 metrów. Trzech następnych zawodników po Ottesenie zostawało po swoich próbach nowymi liderami zawodów. Byli to Kazuya Yoshioka (108 m), Gerd Siegmund (110 m) i Martin Höllwarth (110,5 m).
Prowadzenia po swoim skoku nie objął 17. po pierwszej rundzie Robert Mateja. Reprezentant Polski lądował na 103,5 metrze i spadł w klasyfikacji konkursu na siódme miejsce. Będący sklasyfikowany ex aequo z Mateją po pierwszej serii, Ari-Pekka Nikkola uzyskał w drugiej próbie odległość 110,5 metra i o 2,9 punktu wyprzedził prowadzącego Höllwartha. Fin prowadził do skoku trzeciego z kolei zawodnika – Roara Ljøkelsøya. Czternasty po pierwszej serii Norweg uzyskał 117,5 metra. Jego rodak, Jon Petter Sandaker po próbie na 105. metr spadł na 7. pozycję w konkursie. Ljøkelsøya wyprzedził kolejny z Norwegów, Kristian Brenden po skoku na 117 metrów. Znajdujących się na pierwszych dwóch miejscach Norwegów nie zdołał wyprzedzić Andreas Goldberger. Jedenasty zawodnik pierwszej rundy uzyskał odległość 114 metrów i znalazł się na 3. pozycji. Następnym liderem został Jani Soininen, który jako pierwszy zawodnik drugiej serii przekroczył granicę 120 metrów, lądując na 123. metrze. Trzy metry bliżej skoczył Stefan Horngacher, który przegrał z Finem różnicą 2,3 punktu. Ósmy skoczek pierwszej serii, Janne Ahonen uzyskał odległość 120 metrów, ale dzięki przewadze z pierwszej rundy i wysokim notom sędziowskim, objął prowadzenie w konkursie, ex aequo z Soininenem.
W finałowej próbie Andreas Widhölzl uzyskał 85 metrów, w wyniku czego spadł do trzeciej dziesiątki zawodów, wyprzedzając tylko dwóch zawodników – Małysza i Schmitta. Prowadzących Finów wyprzedził natomiast Dieter Thoma, który w drugiej serii lądował na 124. metrze. Rezultat o siedem metrów krótszy osiągnął Hansjörg Jäkle, który po swoim skoku zajmował czwartą pozycję, za Thomą, Ahonenem i Soininenem. Czwarty po pierwszej serii, Sven Hannawald oddał najdłuższy skok obu serii konkursowych, uzyskując 128,5 metra i tym samym objął prowadzenie w konkursie, wyprzedzając Thomę o 11,6 punktu. Następnie na belce startowej zasiadł Hiroya Saitō. Reprezentant Japonii lądował 3,5 metra bliżej od poprzedzającego go Niemca, w wyniku czego uplasował się na drugim miejscu. Drugi zawodnik po pierwszej serii, Kazuyoshi Funaki uzyskał 128 metrów i o 0,1 punktu wyprzedził dotychczasowego lidera zawodów, Hannawalda.
Na starcie pozostał ostatni ze skoczków, Primož Peterka. Słoweniec oddał skok na 127 metrów i wystarczyło to, aby po raz dziesiąty w karierze, a pierwszy w sezonie, wygrać zawody Pucharu Świata. Słoweniec został również pierwszym skoczkiem w historii, który odniósł drugie zwycięstwo w zawodach Pucharu Świata w Zakopanem. Tuż za Peterką sklasyfikowani zostali Funaki i Hannawald. Najlepszym z reprezentantów Polski okazał się Robert Mateja, który zajął 23. miejsce.
W konkursie wystartowało 50 zawodników z 14 państw.

## Klasyfikacja Pucharu Świata po konkursach w Zakopanem
W Pucharze Świata po konkursach w Zakopanem nastąpiło kilka zmian wśród czołowych zawodników. Na drugą pozycję awansował Kazuyoshi Funaki, wyprzedzając Dietera Thomę. Z szóstej na piątą lokatę wysunął się Primož Peterka, wyprzedzając Andreasa Widhölzla. Kosztem Hiroyi Saitō z ósmego na siódme miejsce awansował Janne Ahonen. Z trzynastej na piętnastą pozycję spadł Jaroslav Sakala, ustępując Martinowi Höllwarthowi (awans z 15. na 13. lokatę) i Andreasowi Goldbergerowi (pozostał na 14. miejscu). W czołowej piętnastce klasyfikacji generalnej Pucharu Świata nie nastąpiły żadne zmiany personalne.
W klasyfikacji generalnej Pucharu Narodów na pierwszej pozycji pozostała Japonia. Niemcy utrzymali drugą lokatę kosztem Finlandii, która spadła na trzecie miejsce.
| Klasyfikacja PŚ po konkursach w Zakopanem | Klasyfikacja PŚ po konkursach w Zakopanem | Klasyfikacja PŚ po konkursach w Zakopanem | Klasyfikacja PŚ po konkursach w Zakopanem | Klasyfikacja PŚ po konkursach w Zakopanem |
| Miejsce                                   | Zawodnik                                  | Państwo                                   | Punkty                                    | Strata do lidera                          |
| ----------------------------------------- | ----------------------------------------- | ----------------------------------------- | ----------------------------------------- | ----------------------------------------- |
| 1.                                        | Masahiko Harada                           | Japonia                                   | 774                                       | –                                         |
| 2.                                        | Kazuyoshi Funaki                          | Japonia                                   | 664                                       | 110                                       |
| 3.                                        | Dieter Thoma                              | Niemcy                                    | 663                                       | 111                                       |
| 4.                                        | Jani Soininen                             | Finlandia                                 | 597                                       | 177                                       |
| 5.                                        | Primož Peterka                            | Słowenia                                  | 547                                       | 227                                       |
| 6.                                        | Andreas Widhölzl                          | Austria                                   | 504                                       | 270                                       |
| 7.                                        | Janne Ahonen                              | Finlandia                                 | 493                                       | 281                                       |
| 8.                                        | Hiroya Saitō                              | Japonia                                   | 474                                       | 300                                       |
| 9.                                        | Sven Hannawald                            | Niemcy                                    | 448                                       | 326                                       |
| 10.                                       | Stefan Horngacher                         | Austria                                   | 355                                       | 419                                       |
| 11.                                       | Noriaki Kasai                             | Japonia                                   | 305                                       | 469                                       |
| 12.                                       | Hansjörg Jäkle                            | Niemcy                                    | 286                                       | 488                                       |
| 13.                                       | Martin Höllwarth                          | Austria                                   | 262                                       | 512                                       |
| 14.                                       | Andreas Goldberger                        | Austria                                   | 240                                       | 534                                       |
| 15.                                       | Jaroslav Sakala                           | Czechy                                    | 239                                       | 535                                       |
| 16.                                       | Kimmo Savolainen                          | Finlandia                                 | 199                                       | 575                                       |
| 17.                                       | Henning Stensrud                          | Norwegia                                  | 198                                       | 576                                       |
| 18.                                       | Kristian Brenden                          | Norwegia                                  | 193                                       | 581                                       |
| 19.                                       | Reinhard Schwarzenberger                  | Austria                                   | 182                                       | 592                                       |
| 20.                                       | Ari-Pekka Nikkola                         | Finlandia                                 | 181                                       | 593                                       |
| 21.                                       | Kazuya Yoshioka                           | Japonia                                   | 180                                       | 594                                       |
| 22.                                       | Michael Wagner                            | Niemcy                                    | 176                                       | 598                                       |
| 23.                                       | Mika Laitinen                             | Finlandia                                 | 164                                       | 610                                       |
| 24.                                       | Sylvain Freiholz                          | Szwajcaria                                | 116                                       | 658                                       |
| 25.                                       | Jon Petter Sandaker                       | Norwegia                                  | 100                                       | 674                                       |
| 26.                                       | Martin Schmitt                            | Niemcy                                    | 98                                        | 676                                       |
| 27.                                       | Wolfgang Loitzl                           | Austria                                   | 95                                        | 679                                       |
| 28.                                       | Ronny Hornschuh                           | Niemcy                                    | 86                                        | 688                                       |
| 29.                                       | Robert Mateja                             | Polska                                    | 80                                        | 694                                       |
| 30.                                       | Roar Ljøkelsøy                            | Norwegia                                  | 78                                        | 696                                       |
| 30.                                       | Kenji Suda                                | Japonia                                   | 78                                        | 696                                       |
| 32.                                       | Takanobu Okabe                            | Japonia                                   | 76                                        | 698                                       |
| 33.                                       | Michal Doležal                            | Czechy                                    | 64                                        | 710                                       |
| 34.                                       | Yoshikazu Norota                          | Japonia                                   | 60                                        | 714                                       |
| 34.                                       | Lasse Ottesen                             | Norwegia                                  | 60                                        | 714                                       |
| 36.                                       | František Jež                             | Czechy                                    | 56                                        | 718                                       |
| 37.                                       | Gerd Siegmund                             | Niemcy                                    | 52                                        | 722                                       |
| 38.                                       | Walerij Kobielew                          | Rosja                                     | 50                                        | 724                                       |
| 39.                                       | Nicolas Dessum                            | Francja                                   | 46                                        | 728                                       |
| 40.                                       | Matthias Wallner                          | Austria                                   | 44                                        | 730                                       |
| 41.                                       | Adam Małysz                               | Polska                                    | 43                                        | 731                                       |
| 41.                                       | Matti Hautamäki                           | Finlandia                                 | 43                                        | 731                                       |
| 43.                                       | Hideharu Miyahira                         | Japonia                                   | 41                                        | 733                                       |
| 44.                                       | Tommy Ingebrigtsen                        | Norwegia                                  | 38                                        | 736                                       |
| 45.                                       | Robert Křenek                             | Czechy                                    | 33                                        | 741                                       |
| 45.                                       | Espen Bredesen                            | Norwegia                                  | 33                                        | 741                                       |
| 47.                                       | Roberto Cecon                             | Włochy                                    | 31                                        | 743                                       |
| 48.                                       | Christof Duffner                          | Niemcy                                    | 30                                        | 744                                       |
| 48.                                       | Bruno Reuteler                            | Szwajcaria                                | 30                                        | 744                                       |
| 50.                                       | Roland Audenrieth                         | Niemcy                                    | 26                                        | 748                                       |
| 51.                                       | Peter Žonta                               | Słowenia                                  | 25                                        | 749                                       |
| 52.                                       | Wojciech Skupień                          | Polska                                    | 23                                        | 751                                       |
| 52.                                       | Jussi Hautamäki                           | Finlandia                                 | 23                                        | 751                                       |
| 54.                                       | Sturle Holseter                           | Norwegia                                  | 22                                        | 752                                       |
| 55.                                       | Jérôme Gay                                | Francja                                   | 20                                        | 754                                       |
| 56.                                       | Simon Ammann                              | Szwajcaria                                | 16                                        | 758                                       |
| 57.                                       | Roland Wakolm                             | Austria                                   | 15                                        | 759                                       |
| 58.                                       | Urban Franc                               | Słowenia                                  | 13                                        | 761                                       |
| 59.                                       | Jakub Janda                               | Czechy                                    | 12                                        | 762                                       |
| 60.                                       | Miha Rihtar                               | Słowenia                                  | 10                                        | 764                                       |
| 60.                                       | Håvard Lie                                | Norwegia                                  | 10                                        | 764                                       |
| 62.                                       | Morten Ågheim                             | Norwegia                                  | 9                                         | 765                                       |
| 63.                                       | Ville Kantee                              | Finlandia                                 | 8                                         | 766                                       |
| 64.                                       | Choi Heung-chul                           | Korea Południowa                          | 6                                         | 768                                       |
| 65.                                       | Andrej Łyskawiec                          | Białoruś                                  | 4                                         | 770                                       |
| 65.                                       | Michael Kury                              | Austria                                   | 4                                         | 770                                       |
| 67.                                       | Randy Weber                               | Stany Zjednoczone                         | 3                                         | 771                                       |
| 67.                                       | Lucas Chevalier-Girod                     | Francja                                   | 3                                         | 771                                       |
| 69.                                       | Alaksiej Szybko                           | Białoruś                                  | 2                                         | 772                                       |
| 69.                                       | Ralf Gebstedt                             | Niemcy                                    | 2                                         | 772                                       |
| 69.                                       | Marco Steinauer                           | Szwajcaria                                | 2                                         | 772                                       |

## Zdobywcy miejsc na podium

### Pierwszy konkurs indywidualny (17.01.1998)
| Miejsce | Imię i nazwisko  | Skok 1          | Skok 2            | Noty za styl A • B • C • D • E                                    | Nota łączna | Strata  |
| ------- | ---------------- | --------------- | ----------------- | ----------------------------------------------------------------- | ----------- | ------- |
| 1.      | Kristian Brenden | 99,0 m 83,4 pkt | 106,0 m 99,0 pkt  | 18,0 • 18,5 • 18,0 • 18,0 • 18,0 18,0 • 19,0 • 19,0 • 19,0 • 19,0 | 182,4 pkt   | –       |
| 2.      | Janne Ahonen     | 98,0 m 82,6 pkt | 107,0 m 99,3 pkt  | 18,5 • 19,0 • 18,5 • 18,0 • 18,0 18,5 • 18,5 • 18,5 • 18,5 • 18,5 | 181,9 pkt   | 0,5 pkt |
| 3.      | Sven Hannawald   | 97,0 m 80,8 pkt | 108,0 m 100,6 pkt | 18,0 • 18,5 • 18,5 • 18,5 • 17,5 18,0 • 18,5 • 18,5 • 18,5 • 18,0 | 181,4 pkt   | 1,0 pkt |

### Drugi konkurs indywidualny (18.01.1998)
| Miejsce | Imię i nazwisko  | Skok 1            | Skok 2            | Noty za styl A • B • C • D • E                                    | Nota łączna | Strata  |
| ------- | ---------------- | ----------------- | ----------------- | ----------------------------------------------------------------- | ----------- | ------- |
| 1.      | Primož Peterka   | 124,0 m 130,4 pkt | 127,0 m 135,8 pkt | 18,0 • 19,0 • 18,5 • 18,5 • 19,0 18,0 • 19,0 • 18,0 • 19,0 • 19,0 | 266,2 pkt   | –       |
| 2.      | Kazuyoshi Funaki | 121,5 m 128,4 pkt | 128,0 m 134,6 pkt | 19,5 • 19,5 • 20,0 • 19,5 • 19,5 17,5 • 18,0 • 17,0 • 18,0 • 17,5 | 263,0 pkt   | 3,2 pkt |
| 3.      | Sven Hannawald   | 121,5 m 126,4 pkt | 128,5 m 136,5 pkt | 18,5 • 19,0 • 19,0 • 18,5 • 19,0 18,5 • 19,0 • 17,0 • 18,5 • 17,0 | 262,9 pkt   | 3,3 pkt |

## Wyniki

### Kwalifikacje do pierwszego konkursu indywidualnego (17.01.1998)
| Miejsce | Zawodnik                     | Państwo    | Skok  | Punkty | Kwalifikacja |
| ------- | ---------------------------- | ---------- | ----- | ------ | ------------ |
| 1.      | Kazuyoshi Funaki             | Japonia    | 119,0 | 122,4  | pq           |
| 2.      | Dieter Thoma                 | Niemcy     | 121,5 | 121,9  | pq           |
| 3.      | Martin Schmitt               | Niemcy     | 119,0 | 120,9  | Q            |
| 4.      | Kristian Brenden             | Norwegia   | 120,5 | 120,1  | Q            |
| 5.      | Jon Petter Sandaker          | Norwegia   | 118,0 | 117,6  | Q            |
| 6.      | Masahiko Harada              | Japonia    | 116,5 | 115,9  | pq           |
| 7.      | Jani Soininen                | Finlandia  | 116,0 | 115,0  | pq           |
| 8.      | Reinhard Schwarzenberger     | Austria    | 116,0 | 114,0  | Q            |
| 9.      | Janne Ahonen                 | Finlandia  | 117,0 | 113,8  | pq           |
| 10.     | Lasse Ottesen                | Norwegia   | 114,5 | 111,8  | Q            |
| 10.     | Henning Stensrud             | Norwegia   | 114,5 | 111,8  | Q            |
| 12.     | Martin Höllwarth             | Austria    | 114,0 | 110,9  | pq           |
| 13.     | Sven Hannawald               | Niemcy     | 113,0 | 110,1  | pq           |
| 13.     | Gerd Siegmund                | Niemcy     | 113,0 | 110,1  | Q            |
| 15.     | Andreas Goldberger           | Austria    | 112,0 | 108,3  | pq           |
| 16.     | Hansjörg Jäkle               | Niemcy     | 111,5 | 106,9  | pq           |
| 17.     | Hiroya Saitō                 | Japonia    | 111,0 | 106,0  | pq           |
| 18.     | Stefan Horngacher            | Austria    | 112,0 | 105,8  | pq           |
| 19.     | Ari-Pekka Nikkola            | Finlandia  | 111,5 | 104,4  | Q            |
| 19.     | Jaroslav Sakala              | Czechy     | 111,5 | 104,4  | pq           |
| 21.     | Wojciech Skupień             | Polska     | 110,0 | 104,2  | Q            |
| 21.     | Christof Duffner             | Niemcy     | 111,0 | 104,2  | Q            |
| 23.     | Sylvain Freiholz             | Szwajcaria | 109,0 | 103,5  | Q            |
| 24.     | Primož Peterka               | Słowenia   | 112,0 | 102,3  | pq           |
| 25.     | Robert Mateja                | Polska     | 106,0 | 97,0   | Q            |
| 26.     | Bruno Reuteler               | Szwajcaria | 106,5 | 96,4   | Q            |
| 27.     | Adam Małysz                  | Polska     | 105,5 | 95,6   | Q            |
| 28.     | Matthias Wallner             | Austria    | 105,5 | 95,1   | Q            |
| 29.     | Håvard Lie                   | Norwegia   | 105,5 | 93,1   | Q            |
| 30.     | Wolfgang Loitzl              | Austria    | 104,0 | 92,9   | Q            |
| 31.     | Roland Wakolm                | Austria    | 105,0 | 92,7   | Q            |
| 32.     | Andreas Widhölzl             | Austria    | 112,0 | 92,3   | pq           |
| 33.     | Kimmo Savolainen             | Finlandia  | 103,0 | 90,6   | Q            |
| 34.     | Kazuya Yoshioka              | Japonia    | 102,5 | 89,7   | Q            |
| 35.     | Sturle Holseter              | Norwegia   | 103,0 | 89,6   | Q            |
| 36.     | Andrej Łyskawiec             | Białoruś   | 102,0 | 87,8   | Q            |
| 37.     | Roar Ljøkelsøy               | Norwegia   | 101,5 | 87,4   | Q            |
| 38.     | Toni Nieminen                | Finlandia  | 100,5 | 86,1   | Q            |
| 39.     | Lucas Chevalier-Girod        | Francja    | 101,5 | 85,9   | Q            |
| 40.     | Roberto Cecon                | Włochy     | 100,0 | 84,7   | Q            |
| 41.     | Roland Audenrieth            | Niemcy     | 100,0 | 82,7   | Q            |
| 42.     | Urban Franc                  | Słowenia   | 99,5  | 82,8   | Q            |
| 43.     | Tom Aage Aarnes              | Norwegia   | 99,5  | 82,3   | Q            |
| 44.     | Robert Křenek                | Czechy     | 98,5  | 81,5   | Q            |
| 45.     | Peter Žonta                  | Słowenia   | 98,0  | 80,1   | Q            |
| 46.     | Jure Radelj                  | Słowenia   | 98,5  | 80,0   | Q            |
| 47.     | Michal Doležal               | Czechy     | 98,0  | 79,6   | Q            |
| 48.     | Marco Steinauer              | Szwajcaria | 97,0  | 79,3   | Q            |
| 49.     | Martin Mesík                 | Słowacja   | 98,0  | 79,1   | Q            |
| 49.     | Ronny Hornschuh              | Niemcy     | 98,0  | 79,1   | Q            |
| 51.     | František Jež                | Czechy     | 95,0  | 75,2   | nq           |
| 52.     | Jaka Grosar                  | Słowenia   | 95,5  | 74,1   | nq           |
| 53.     | Ján Zelenčík                 | Słowacja   | 97,5  | 73,2   | nq           |
| 54.     | Alaksiej Szybko              | Białoruś   | 95,0  | 72,7   | nq           |
| 55.     | Wołodymyr Hływka             | Ukraina    | 96,0  | 72,5   | nq           |
| 56.     | Juri Mikitinec               | Ukraina    | 93,0  | 71,1   | nq           |
| 57.     | Marián Bielčík               | Słowacja   | 93,0  | 70,6   | nq           |
| 58.     | Mariusz Maciaś               | Polska     | 94,0  | 69,4   | nq           |
| 59.     | Andrzej Młynarczyk           | Polska     | 92,5  | 69,2   | nq           |
| 60.     | Grzegorz Śliwka              | Polska     | 93,0  | 69,1   | nq           |
| 61.     | Maksim Cubina                | Rosja      | 92,0  | 67,3   | nq           |
| 62.     | Aleksandr Wołkow             | Rosja      | 91,0  | 67,0   | nq           |
| 63.     | Łukasz Kruczek               | Polska     | 92,0  | 66,3   | nq           |
| 64.     | Andrzej Galica               | Polska     | 91,5  | 65,4   | nq           |
| 65.     | Andreas Küttel               | Szwajcaria | 91,0  | 63,5   | nq           |
| 66.     | Aleksander Bojda             | Polska     | 89,5  | 63,3   | nq           |
| 67.     | Siarhiej Babrou              | Białoruś   | 89,0  | 59,4   | nq           |
| 68.     | Aleksandr Korobow            | Kazachstan | 88,5  | 57,0   | nq           |
| 69.     | Ivan Lunardi                 | Włochy     | 89,5  | 56,8   | nq           |
| 70.     | Iwan Kozłow                  | Ukraina    | 86,5  | 55,9   | nq           |
| 71.     | Krystian Długopolski         | Polska     | 88,5  | 55,5   | nq           |
| 72.     | Alaksandr Siniauski          | Białoruś   | 84,5  | 52,8   | nq           |
| 73.     | Artur Chamidulin             | Rosja      | 86,0  | 51,0   | nq           |
| 74.     | Andrzej Karpiel              | Polska     | 83,0  | 46,1   | nq           |
| 75.     | Marcin Sitarz                | Polska     | 80,0  | 44,7   | nq           |
| 76.     | Dušan Oršula                 | Słowacja   | 81,5  | 42,4   | nq           |
| 77.     | Bartłomiej Gąsienica-Sieczka | Polska     | 78,0  | 41,1   | nq           |
| 78.     | Nikołaj Pietruszyn           | Rosja      | 80,5  | 40,6   | nq           |
| 79.     | Wołodymyr Steczniowycz       | Ukraina    | 77,0  | 37,8   | nq           |
| 80.     | Marek Gwóźdź                 | Polska     | 77,5  | 37,7   | nq           |

Legenda:
pq – zawodnik miał zapewnioną kwalifikację dzięki pozycji w pierwszej „15” klasyfikacji Pucharu Świata
Q – zawodnik zakwalifikował się do konkursu głównego
nq – zawodnik odpadł w kwalifikacjach

### Pierwszy konkurs indywidualny (17.01.1998)
| Miejsce | Zawodnik                 | Państwo    | Skok 1 | Skok 2 | Punkty |
| ------- | ------------------------ | ---------- | ------ | ------ | ------ |
| 1.      | Kristian Brenden         | Norwegia   | 99,0   | 106,0  | 182,4  |
| 2.      | Janne Ahonen             | Finlandia  | 98,0   | 107,0  | 181,9  |
| 3.      | Sven Hannawald           | Niemcy     | 97,0   | 108,0  | 181,4  |
| 4.      | Andreas Widhölzl         | Austria    | 94,5   | 107,0  | 176,1  |
| 5.      | Masahiko Harada          | Japonia    | 96,5   | 104,0  | 173,8  |
| 6.      | Robert Mateja            | Polska     | 106,5  | 93,5   | 171,9  |
| 7.      | Martin Höllwarth         | Austria    | 96,5   | 102,5  | 170,1  |
| 8.      | Martin Schmitt           | Niemcy     | 94,0   | 105,5  | 170,0  |
| 9.      | Reinhard Schwarzenberger | Austria    | 93,0   | 105,5  | 167,7  |
| 10.     | Roland Audenrieth        | Niemcy     | 105,5  | 93,5   | 162,6  |
| 11.     | Ronny Hornschuh          | Niemcy     | 96,0   | 100,0  | 161,7  |
| 12.     | Gerd Siegmund            | Niemcy     | 94,5   | 101,0  | 160,8  |
| 13.     | Henning Stensrud         | Norwegia   | 109,0  | 87,5   | 158,6  |
| 14.     | Sturle Holseter          | Norwegia   | 96,0   | 96,5   | 155,9  |
| 15.     | Christof Duffner         | Niemcy     | 95,0   | 97,5   | 154,4  |
| 16.     | Roland Wakolm            | Austria    | 101,0  | 91,0   | 154,0  |
| 17.     | Primož Peterka           | Słowenia   | 94,0   | 97,0   | 152,2  |
| 18.     | Hansjörg Jäkle           | Niemcy     | 94,0   | 97,0   | 149,2  |
| 19.     | Sylvain Freiholz         | Szwajcaria | 94,5   | 94,5   | 149,1  |
| 20.     | Jaroslav Sakala          | Czechy     | 91,0   | 95,0   | 146,2  |
| 21.     | Hiroya Saitō             | Japonia    | 95,5   | 91,0   | 146,1  |
| 22.     | Lasse Ottesen            | Norwegia   | 98,5   | 89,0   | 145,9  |
| 23.     | Adam Małysz              | Polska     | 94,5   | 92,5   | 145,0  |
| 24.     | Ari-Pekka Nikkola        | Finlandia  | 93,5   | 92,0   | 144,8  |
| 25.     | Roberto Cecon            | Włochy     | 97,0   | 89,0   | 142,7  |
| 26.     | Robert Křenek            | Czechy     | 93,0   | 93,0   | 142,2  |
| 27.     | Bruno Reuteler           | Szwajcaria | 95,0   | 89,0   | 140,6  |
| 28.     | Wojciech Skupień         | Polska     | 99,5   | 88,0   | 140,4  |
| 29.     | Marco Steinauer          | Szwajcaria | 95,0   | 87,0   | 136,5  |
| 30.     | Kazuya Yoshioka          | Japonia    | 91,0   | 88,5   | 127,5  |
| 31.     | Toni Nieminen            | Finlandia  | 91,0   | –      | 68,0   |
| 32.     | Tom Aage Aarnes          | Norwegia   | 91,0   | –      | 66,0   |
| 33.     | Kimmo Savolainen         | Finlandia  | 89,5   | –      | 65,8   |
| 34.     | Urban Franc              | Słowenia   | 90,0   | –      | 65,7   |
| 35.     | Wolfgang Loitzl          | Austria    | 89,5   | –      | 64,8   |
| 36.     | Lucas Chevalier-Girod    | Francja    | 91,5   | –      | 64,4   |
| 37.     | Andreas Goldberger       | Austria    | 88,5   | –      | 64,0   |
| 38.     | Håvard Lie               | Norwegia   | 92,0   | –      | 63,8   |
| 39.     | Kazuyoshi Funaki         | Japonia    | 87,0   | –      | 61,3   |
| 40.     | Jani Soininen            | Finlandia  | 89,0   | –      | 58,9   |
| 41.     | Jure Radelj              | Słowenia   | 88,5   | –      | 55,5   |
| 42.     | Michal Doležal           | Czechy     | 87,0   | –      | 55,3   |
| 43.     | Dieter Thoma             | Niemcy     | 86,5   | –      | 54,4   |
| 44.     | Stefan Horngacher        | Austria    | 83,0   | –      | 50,6   |
| 45.     | Matthias Wallner         | Austria    | 84,5   | –      | 49,8   |
| 46.     | Jon Petter Sandaker      | Norwegia   | 75,5   | –      | 36,6   |
| 47.     | Andrej Łyskawiec         | Białoruś   | 78,5   | –      | 36,5   |
| 48.     | Martin Mesík             | Słowacja   | 74,5   | –      | 33,8   |
| 49.     | Roar Ljøkelsøy           | Norwegia   | 70,0   | –      | 20,7   |
| 50.     | Peter Žonta              | Słowenia   | 52,5   | –      | 0,0    |

### Kwalifikacje do drugiego konkursu indywidualnego (18.01.1998)
| Miejsce | Zawodnik                     | Państwo    | Skok  | Punkty | Kwalifikacja |
| ------- | ---------------------------- | ---------- | ----- | ------ | ------------ |
| 1.      | Sven Hannawald               | Niemcy     | 114,0 | 111,9  | pq           |
| 2.      | Hansjörg Jäkle               | Niemcy     | 112,5 | 108,7  | pq           |
| 3.      | Kristian Brenden             | Norwegia   | 112,0 | 107,3  | Q            |
| 4.      | Christof Duffner             | Niemcy     | 114,0 | 106,4  | Q            |
| 5.      | František Jež                | Czechy     | 110,0 | 105,2  | Q            |
| 6.      | Martin Schmitt               | Niemcy     | 111,0 | 104,0  | Q            |
| 7.      | Matthias Wallner             | Austria    | 110,0 | 103,7  | Q            |
| 8.      | Lasse Ottesen                | Norwegia   | 109,5 | 103,3  | Q            |
| 9.      | Kazuyoshi Funaki             | Japonia    | 108,0 | 101,1  | pq           |
| 10.     | Roland Wakolm                | Austria    | 108,0 | 99,6   | Q            |
| 11.     | Roland Audenrieth            | Niemcy     | 108,5 | 99,0   | Q            |
| 12.     | Adam Małysz                  | Polska     | 106,5 | 98,4   | Q            |
| 12.     | Robert Mateja                | Polska     | 106,5 | 98,4   | Q            |
| 12.     | Kimmo Savolainen             | Finlandia  | 109,0 | 98,4   | Q            |
| 15.     | Janne Ahonen                 | Finlandia  | 106,0 | 98,0   | pq           |
| 16.     | Gerd Siegmund                | Niemcy     | 107,0 | 96,3   | Q            |
| 17.     | Jaroslav Sakala              | Czechy     | 107,0 | 94,8   | pq           |
| 18.     | Stefan Horngacher            | Austria    | 105,0 | 94,2   | pq           |
| 19.     | Andreas Goldberger           | Austria    | 104,0 | 93,4   | pq           |
| 20.     | Henning Stensrud             | Norwegia   | 104,5 | 92,8   | Q            |
| 21.     | Wojciech Skupień             | Polska     | 104,0 | 91,9   | Q            |
| 22.     | Ari-Pekka Nikkola            | Finlandia  | 104,5 | 91,3   | Q            |
| 23.     | Martin Höllwarth             | Austria    | 103,0 | 91,1   | pq           |
| 24.     | Sylvain Freiholz             | Szwajcaria | 102,5 | 89,7   | Q            |
| 25.     | Lucas Chevalier-Girod        | Francja    | 102,0 | 89,3   | Q            |
| 26.     | Peter Žonta                  | Słowenia   | 103,0 | 89,1   | Q            |
| 27.     | Jon Petter Sandaker          | Norwegia   | 102,5 | 88,7   | Q            |
| 28.     | Ronny Hornschuh              | Niemcy     | 102,0 | 88,3   | Q            |
| 29.     | Kazuya Yoshioka              | Japonia    | 100,5 | 86,6   | Q            |
| 30.     | Wolfgang Loitzl              | Austria    | 100,5 | 86,1   | Q            |
| 31.     | Hiroya Saitō                 | Japonia    | 101,0 | 85,0   | pq           |
| 32.     | Łukasz Kruczek               | Polska     | 99,5  | 84,8   | Q            |
| 32.     | Reinhard Schwarzenberger     | Austria    | 102,0 | 84,8   | Q            |
| 34.     | Robert Křenek                | Czechy     | 99,0  | 83,4   | Q            |
| 35.     | Roar Ljøkelsøy               | Norwegia   | 98,0  | 82,6   | Q            |
| 36.     | Bruno Reuteler               | Szwajcaria | 97,5  | 80,2   | Q            |
| 37.     | Andrej Łyskawiec             | Białoruś   | 98,0  | 80,1   | Q            |
| 38.     | Roberto Cecon                | Włochy     | 97,0  | 78,8   | Q            |
| 39.     | Michal Doležal               | Czechy     | 97,0  | 78,3   | Q            |
| 40.     | Jani Soininen                | Finlandia  | 98,5  | 78,0   | pq           |
| 41.     | Masahiko Harada              | Japonia    | 98,0  | 77,1   | pq           |
| 42.     | Ján Zelenčík                 | Słowacja   | 98,0  | 76,1   | Q            |
| 43.     | Håvard Lie                   | Norwegia   | 96,0  | 76,0   | Q            |
| 44.     | Andrzej Młynarczyk           | Polska     | 94,0  | 72,9   | Q            |
| 45.     | Alaksiej Szybko              | Białoruś   | 96,0  | 72,0   | Q            |
| 46.     | Aleksandr Wołkow             | Rosja      | 93,5  | 71,0   | Q            |
| 47.     | Toni Nieminen                | Finlandia  | 94,5  | 70,3   | Q            |
| 48.     | Urban Franc                  | Słowenia   | 93,0  | 70,1   | nq           |
| 49.     | Marco Steinauer              | Szwajcaria | 90,0  | 66,2   | nq           |
| 50.     | Sturle Holseter              | Norwegia   | 91,0  | 65,0   | nq           |
| 51.     | Krystian Długopolski         | Polska     | 89,5  | 64,3   | nq           |
| 52.     | Siarhiej Babrou              | Białoruś   | 90,0  | 63,7   | nq           |
| 53.     | Alaksandr Siniauski          | Białoruś   | 88,5  | 63,0   | nq           |
| 54.     | Maksim Cubina                | Rosja      | 89,5  | 62,8   | nq           |
| 55.     | Martin Mesík                 | Słowacja   | 89,5  | 62,3   | nq           |
| 56.     | Andreas Küttel               | Szwajcaria | 88,5  | 62,0   | nq           |
| 57.     | Marián Bielčík               | Słowacja   | 88,5  | 61,0   | nq           |
| 57.     | Tom Aage Aarnes              | Norwegia   | 88,5  | 61,0   | nq           |
| 59.     | Wołodymyr Hływka             | Ukraina    | 88,0  | 60,6   | nq           |
| 60.     | Dušan Oršula                 | Słowacja   | 90,0  | 60,2   | nq           |
| 61.     | Nikołaj Pietruszyn           | Rosja      | 86,0  | 58,0   | nq           |
| 62.     | Iwan Kozłow                  | Ukraina    | 86,5  | 57,4   | nq           |
| 63.     | Andrzej Karpiel              | Polska     | 88,0  | 57,1   | nq           |
| 64.     | Andrzej Galica               | Polska     | 87,0  | 54,8   | nq           |
| 64.     | Aleksander Bojda             | Polska     | 84,5  | 54,8   | nq           |
| 66.     | Marcin Sitarz                | Polska     | 83,0  | 52,1   | nq           |
| 67.     | Aleksandr Korobow            | Kazachstan | 83,5  | 48,5   | nq           |
| 68.     | Mariusz Maciaś               | Polska     | 81,5  | 46,4   | nq           |
| 69.     | Jaka Grosar                  | Słowenia   | 83,0  | 46,1   | nq           |
| 70.     | Lubym Kohan                  | Ukraina    | 80,5  | 46,1   | nq           |
| 71.     | Mirosław Grzybowski          | Polska     | 79,5  | 44,3   | nq           |
| 72.     | Artur Chamidulin             | Rosja      | 82,0  | 43,3   | nq           |
| 73.     | Primož Peterka               | Słowenia   | 79,0  | 35,4   | pq           |
| 74.     | Ivan Lunardi                 | Włochy     | 75,5  | 31,1   | nq           |
| 75.     | Juri Mikitinec               | Ukraina    | 73,0  | 30,1   | nq           |
| 76.     | Jure Radelj                  | Słowenia   | 74,5  | 25,8   | nq           |
| 77.     | Grzegorz Śliwka              | Polska     | 72,5  | 25,2   | nq           |
| 78.     | Dieter Thoma                 | Niemcy     | 67,0  | 10,8   | pq           |
| 79.     | Andreas Widhölzl             | Austria    | 61,0  | 0,0    | pq           |
| 79.     | Bartłomiej Gąsienica-Sieczka | Polska     | 57,5  | 0,0    | nq           |

Legenda:
pq – zawodnik miał zapewnioną kwalifikację dzięki pozycji w pierwszej „15” klasyfikacji Pucharu Świata
Q – zawodnik zakwalifikował się do konkursu głównego
nq – zawodnik odpadł w kwalifikacjach

### Drugi konkurs indywidualny (18.01.1998)
| Miejsce | Zawodnik                 | Państwo    | Skok 1 | Skok 2 | Punkty |
| ------- | ------------------------ | ---------- | ------ | ------ | ------ |
| 1.      | Primož Peterka           | Słowenia   | 124,0  | 127,0  | 266,2  |
| 2.      | Kazuyoshi Funaki         | Japonia    | 121,5  | 128,0  | 263,0  |
| 3.      | Sven Hannawald           | Niemcy     | 121,5  | 128,5  | 262,9  |
| 4.      | Hiroya Saitō             | Japonia    | 121,0  | 125,0  | 259,7  |
| 5.      | Dieter Thoma             | Niemcy     | 121,5  | 124,0  | 251,3  |
| 6.      | Jani Soininen            | Finlandia  | 117,0  | 123,0  | 243,9  |
| 6.      | Janne Ahonen             | Finlandia  | 117,5  | 120,0  | 243,9  |
| 8.      | Hansjörg Jäkle           | Niemcy     | 124,0  | 117,0  | 242,2  |
| 9.      | Stefan Horngacher        | Austria    | 118,0  | 121,0  | 241,6  |
| 10.     | Kristian Brenden         | Norwegia   | 115,5  | 117,0  | 233,9  |
| 11.     | Roar Ljøkelsøy           | Norwegia   | 113,0  | 117,5  | 230,8  |
| 12.     | Andreas Goldberger       | Austria    | 116,0  | 114,0  | 230,4  |
| 13.     | Ari-Pekka Nikkola        | Finlandia  | 111,5  | 110,5  | 214,0  |
| 14.     | František Jež            | Czechy     | 113,0  | 108,5  | 211,6  |
| 15.     | Sylvain Freiholz         | Szwajcaria | 113,5  | 107,5  | 211,2  |
| 16.     | Martin Höllwarth         | Austria    | 111,0  | 110,5  | 211,1  |
| 17.     | Gerd Siegmund            | Niemcy     | 110,0  | 110,0  | 208,9  |
| 18.     | Jon Petter Sandaker      | Norwegia   | 114,5  | 105,0  | 207,0  |
| 19.     | Kazuya Yoshioka          | Japonia    | 109,5  | 108,0  | 205,4  |
| 20.     | Lasse Ottesen            | Norwegia   | 110,0  | 109,0  | 204,6  |
| 21.     | Christof Duffner         | Niemcy     | 109,0  | 109,0  | 203,8  |
| 22.     | Kimmo Savolainen         | Finlandia  | 108,0  | 107,0  | 200,4  |
| 23.     | Robert Mateja            | Polska     | 111,5  | 103,5  | 198,9  |
| 24.     | Wolfgang Loitzl          | Austria    | 108,5  | 105,5  | 198,6  |
| 25.     | Reinhard Schwarzenberger | Austria    | 108,0  | 106,5  | 198,0  |
| 26.     | Wojciech Skupień         | Polska     | 108,0  | 102,5  | 191,3  |
| 27.     | Andrej Łyskawiec         | Białoruś   | 107,0  | 98,5   | 179,3  |
| 28.     | Andreas Widhölzl         | Austria    | 119,0  | 85,0   | 171,1  |
| 29.     | Adam Małysz              | Polska     | 107,0  | 91,5   | 165,7  |
| 30.     | Martin Schmitt           | Niemcy     | 107,5  | 83,0   | 140,8  |
| 31.     | Roberto Cecon            | Włochy     | 106,0  | –      | 97,0   |
| 32.     | Ján Zelenčík             | Słowacja   | 107,0  | –      | 94,8   |
| 33.     | Henning Stensrud         | Norwegia   | 106,0  | –      | 93,5   |
| 34.     | Peter Žonta              | Słowenia   | 103,0  | –      | 90,6   |
| 35.     | Toni Nieminen            | Finlandia  | 102,0  | –      | 88,8   |
| 36.     | Michal Doležal           | Czechy     | 102,5  | –      | 88,7   |
| 37.     | Masahiko Harada          | Japonia    | 102,0  | –      | 88,3   |
| 38.     | Matthias Wallner         | Austria    | 101,5  | –      | 87,4   |
| 39.     | Roland Wakolm            | Austria    | 101,0  | –      | 87,0   |
| 40.     | Aleksandr Wołkow         | Rosja      | 100,5  | –      | 86,6   |
| 41.     | Lucas Chevalier-Girod    | Francja    | 100,5  | –      | 85,6   |
| 42.     | Alaksiej Szybko          | Białoruś   | 101,0  | –      | 85,0   |
| 43.     | Bruno Reuteler           | Szwajcaria | 99,0   | –      | 82,9   |
| 44.     | Roland Audenrieth        | Niemcy     | 96,5   | –      | 76,9   |
| 45.     | Łukasz Kruczek           | Polska     | 95,5   | –      | 76,6   |
| 46.     | Robert Křenek            | Czechy     | 91,5   | –      | 68,4   |
| 47.     | Håvard Lie               | Norwegia   | 91,0   | –      | 66,5   |
| 48.     | Jaroslav Sakala          | Czechy     | 92,5   | –      | 65,7   |
| 49.     | Andrzej Młynarczyk       | Polska     | 89,0   | –      | 63,4   |
| 50.     | Ronny Hornschuh          | Niemcy     | 89,5   | –      | 57,8   |

## Składy reprezentacji
Poniżej znajduje się zestawienie składów wszystkich reprezentacji, które uczestniczyły w konkursach Pucharu Świata w skokach narciarskich w Zakopanem w 1998 roku. Z pierwszej piętnastki klasyfikacji generalnej Pucharu Świata na starcie zabrakło jedynie Noriakiego Kasaiego, zajmującego przed zawodami w Polsce jedenastą pozycję.
Z uwagi na fakt, iż Polska była gospodarzem zawodów, miała ona prawo do wystawienia w kwalifikacjach dodatkowej liczby dziesięciu zawodników z tzw. „puli krajowej”, przysługującej na dwa konkursy organizowane w kraju. Tym samym do kwalifikacji do każdego z konkursów na Wielkiej Krokwi przystąpiło po 14 reprezentantów Polski.
| Zawodnik                     | Data urodzenia       | Pozycja w PŚ | Miejsca w PŚ Zakopane 1996 | Miejsca w PŚ Zakopane 1996 | Miejsca w PŚ Zakopane 1998 | Miejsca w PŚ Zakopane 1998 | Źródło  |
| Zawodnik                     | Data urodzenia       | Pozycja w PŚ | I konkurs (27.01.1996)     | II konkurs (28.01.1996)    | I konkurs (17.01.1998)     | II konkurs (18.01.1998)    | Źródło  |
| ---------------------------- | -------------------- | ------------ | -------------------------- | -------------------------- | -------------------------- | -------------------------- | ------- |
| Austria (8)                  |                      |              |                            |                            |                            |                            |         |
| Andreas Goldberger           | 29 listopada 1972    | 14           | 2                          | 1                          | 37                         | 12                         | [ 31 ]  |
| Stefan Horngacher            | 20 września 1969     | 10           | 14                         | 15                         | 44                         | 9                          | [ 32 ]  |
| Martin Höllwarth             | 13 kwietnia 1974     | 15           | 20                         | 38                         | 7                          | 16                         | [ 33 ]  |
| Wolfgang Loitzl              | 13 stycznia 1980     | 23           | –                          | –                          | 35                         | 24                         | [ 34 ]  |
| Reinhard Schwarzenberger     | 7 stycznia 1977      | 22           | 3                          | 12                         | 9                          | 25                         | [ 35 ]  |
| Roland Wakolm                | 1979                 | –            | –                          | –                          | 39                         | 16                         | [ 36 ]  |
| Matthias Wallner             | 8 maja 1975          | 36           | 25                         | 23                         | 45                         | 38                         | [ 37 ]  |
| Andreas Widhölzl             | 14 października 1976 | 5            | 5                          | 13                         | 4                          | 28                         | [ 38 ]  |
| Białoruś (4)                 |                      |              |                            |                            |                            |                            |         |
| Siarhiej Babrou              | 1978                 | –            | –                          | –                          | q                          | q                          | [ 39 ]  |
| Andrej Łyskawiec             | 7 października 1974  | –            | –                          | –                          | 47                         | 27                         | [ 40 ]  |
| Alaksandr Siniauski          | 9 marca 1977         | –            | –                          | –                          | q                          | q                          | [ 41 ]  |
| Alaksiej Szybko              | 27 września 1977     | 66           | –                          | –                          | q                          | 42                         | [ 42 ]  |
| Czechy (4)                   |                      |              |                            |                            |                            |                            |         |
| Michal Doležal               | 11 marca 1978        | 30           | –                          | –                          | 42                         | 36                         | [ 43 ]  |
| František Jež                | 16 grudnia 1970      | 40           | 11                         | 24                         | q                          | 14                         | [ 44 ]  |
| Robert Křenek                | 12 listopada 1974    | 45           | –                          | –                          | 26                         | 46                         | [ 45 ]  |
| Jaroslav Sakala              | 14 lipca 1969        | 13           | 49                         | 32                         | 26                         | 46                         | [ 46 ]  |
| Finlandia (5)                |                      |              |                            |                            |                            |                            |         |
| Janne Ahonen                 | 11 maja 1977         | 8            | 17                         | 19                         | 2                          | 6                          | [ 47 ]  |
| Toni Nieminen                | 31 maja 1975         | –            | 46                         | 29                         | 31                         | 35                         | [ 48 ]  |
| Ari-Pekka Nikkola            | 16 maja 1969         | 21           | 4                          | 3                          | 24                         | 13                         | [ 49 ]  |
| Kimmo Savolainen             | 2 sierpnia 1974      | 16           | –                          | –                          | 33                         | 22                         | [ 50 ]  |
| Jani Soininen                | 12 listopada 1972    | 4            | 10                         | 20                         | 40                         | 6                          | [ 51 ]  |
| Francja (1)                  |                      |              |                            |                            |                            |                            |         |
| Lucas Chevalier-Girod        | 26 stycznia 1976     | 64           | –                          | –                          | 36                         | 41                         | [ 52 ]  |
| Japonia (4)                  |                      |              |                            |                            |                            |                            |         |
| Kazuyoshi Funaki             | 27 kwietnia 1975     | 3            | –                          | –                          | 39                         | 2                          | [ 53 ]  |
| Masahiko Harada              | 9 maja 1968          | 1            | –                          | –                          | 5                          | 37                         | [ 54 ]  |
| Hiroya Saitō                 | 1 września 1970      | 7            | –                          | –                          | 21                         | 4                          | [ 55 ]  |
| Kazuya Yoshioka              | 9 września 1978      | 19           | –                          | –                          | 30                         | 19                         | [ 56 ]  |
| Kazachstan (1)               |                      |              |                            |                            |                            |                            |         |
| Aleksandr Korobow            | 1 kwietnia 1978      | –            | –                          | –                          | q                          | q                          | [ 57 ]  |
| Niemcy (8)                   |                      |              |                            |                            |                            |                            |         |
| Roland Audenrieth            | 2 lipca 1979         | –            | –                          | –                          | 10                         | 44                         | [ 58 ]  |
| Christof Duffner             | 16 grudnia 1971      | 61           | 16                         | 8                          | 15                         | 21                         | [ 59 ]  |
| Sven Hannawald               | 9 listopada 1974     | 9            | –                          | –                          | 3                          | 3                          | [ 60 ]  |
| Ronny Hornschuh              | 2 lutego 1975        | 31           | 37                         | 40                         | 11                         | 50                         | [ 61 ]  |
| Hansjörg Jäkle               | 19 października 1971 | 12           | 30                         | 33                         | 18                         | 8                          | [ 62 ]  |
| Martin Schmitt               | 29 stycznia 1978     | 29           | –                          | –                          | 8                          | 30                         | [ 63 ]  |
| Gerd Siegmund                | 7 lutego 1973        | 51           | 21                         | 21                         | 12                         | 17                         | [ 64 ]  |
| Dieter Thoma                 | 19 października 1969 | 2            | 12                         | 39                         | 43                         | 5                          | [ 65 ]  |
| Norwegia (8)                 |                      |              |                            |                            |                            |                            |         |
| Tom Aage Aarnes              | 25 stycznia 1977     | –            | –                          | –                          | 32                         | q                          | [ 66 ]  |
| Kristian Brenden             | 12 czerwca 1976      | 28           | –                          | –                          | 1                          | 10                         | [ 67 ]  |
| Sturle Holseter              | 9 kwietnia 1976      | 61           | 14                         | 19                         | 14                         | q                          | [ 68 ]  |
| Håvard Lie                   | 21 maja 1975         | 56           | –                          | –                          | 38                         | 47                         | [ 69 ]  |
| Roar Ljøkelsøy               | 31 maja 1976         | 33           | 8                          | 4                          | 49                         | 11                         | [ 70 ]  |
| Lasse Ottesen                | 8 kwietnia 1974      | 39           | 28                         | 36                         | 22                         | 20                         | [ 71 ]  |
| Jon Petter Sandaker          | 24 lutego 1974       | 25           | –                          | –                          | 46                         | 18                         | [ 72 ]  |
| Henning Stensrud             | 20 sierpnia 1977     | 17           | –                          | –                          | 13                         | 33                         | [ 73 ]  |
| Polska (15)                  |                      |              |                            |                            |                            |                            |         |
| Aleksander Bojda             | 1978                 | –            | q                          | q                          | q                          | q                          | [ 75 ]  |
| Krystian Długopolski         | 3 sierpnia 1980      | –            | q                          | q                          | q                          | q                          | [ 76 ]  |
| Andrzej Galica               | 6 czerwca 1980       | –            | q                          | q                          | q                          | q                          | [ 77 ]  |
| Bartłomiej Gąsienica-Sieczka | 26 września 1973     | –            | q                          | q                          | q                          | q                          |         |
| Mirosław Grzybowski          | 30 stycznia 1977     | –            | –                          | –                          | –                          | q                          | [ 78 ]  |
| Marek Gwóźdź                 | 24 maja 1977         | –            | 41                         | 48                         | q                          | –                          | [ 79 ]  |
| Andrzej Karpiel              | 1978                 | –            | –                          | –                          | q                          | q                          | [ 80 ]  |
| Łukasz Kruczek               | 1 listopada 1975     | –            | 43                         | q                          | q                          | 45                         | [ 81 ]  |
| Mariusz Maciaś               | 1 stycznia 1981      | –            | –                          | –                          | q                          | q                          | [ 82 ]  |
| Adam Małysz                  | 3 grudnia 1977       | 42           | 9                          | 6                          | 23                         | 29                         | [ 83 ]  |
| Robert Mateja                | 5 października 1974  | 44           | 48                         | 47                         | 6                          | 23                         | [ 84 ]  |
| Andrzej Młynarczyk           | 1973                 | –            | q                          | q                          | q                          | 49                         | [ 85 ]  |
| Marcin Sitarz                | 12 października 1978 | –            | q                          | q                          | q                          | q                          | [ 86 ]  |
| Wojciech Skupień             | 9 marca 1976         | 53           | 29                         | 28                         | 28                         | 26                         | [ 87 ]  |
| Grzegorz Śliwka              | 19 kwietnia 1982     | –            | –                          | –                          | q                          | q                          | [ 88 ]  |
| Rosja (4)                    |                      |              |                            |                            |                            |                            |         |
| Artur Chamidulin             | 30 kwietnia 1977     | –            | –                          | –                          | q                          | q                          | [ 89 ]  |
| Maksim Cubina                | 12 lutego 1978       | –            | –                          | –                          | q                          | q                          | [ 90 ]  |
| Nikołaj Pietruszyn           | 4 czerwca 1979       | –            | –                          | –                          | q                          | q                          | [ 91 ]  |
| Aleksandr Wołkow             | 28 kwietnia 1978     | –            | –                          | –                          | q                          | 40                         | [ 92 ]  |
| Słowacja (4)                 |                      |              |                            |                            |                            |                            |         |
| Marián Bielčík               | 27 sierpnia 1973     | –            | 40                         | 25                         | q                          | q                          | [ 93 ]  |
| Martin Mesík                 | 17 października 1979 | –            | q                          | 41                         | 48                         | q                          | [ 94 ]  |
| Dušan Oršula                 | 23 sierpnia 1979     | –            | –                          | –                          | q                          | q                          | [ 95 ]  |
| Ján Zelenčík                 | 17 października 1979 | –            | –                          | –                          | q                          | 32                         | [ 96 ]  |
| Słowenia (5)                 |                      |              |                            |                            |                            |                            |         |
| Urban Franc                  | 5 czerwca 1975       | 54           | –                          | –                          | 34                         | q                          | [ 97 ]  |
| Jaka Grosar                  | 4 kwietnia 1978      | –            | –                          | –                          | q                          | q                          | [ 98 ]  |
| Primož Peterka               | 28 lutego 1979       | 6            | 1                          | 2                          | 17                         | 1                          | [ 99 ]  |
| Jure Radelj                  | 26 listopada 1977    | –            | –                          | –                          | 41                         | q                          | [ 100 ] |
| Peter Žonta                  | 9 stycznia 1979      | 47           | –                          | –                          | 50                         | 34                         | [ 101 ] |
| Szwajcaria (4)               |                      |              |                            |                            |                            |                            |         |
| Sylvain Freiholz             | 23 listopada 1974    | 23           | 13                         | 22                         | 19                         | 15                         | [ 102 ] |
| Andreas Küttel               | 25 kwietnia 1979     | –            | –                          | –                          | q                          | q                          | [ 103 ] |
| Bruno Reuteler               | 2 kwietnia 1971      | 46           | 22                         | 17                         | 27                         | 43                         | [ 104 ] |
| Marco Steinauer              | 13 kwietnia 1976     | –            | 24                         | 34                         | 29                         | q                          | [ 105 ] |
| Ukraina (5)                  |                      |              |                            |                            |                            |                            |         |
| Wołodymyr Hływka             | 24 sierpnia 1973     | –            | –                          | –                          | q                          | q                          | [ 106 ] |
| Lubym Kohan                  | 2 lipca 1975         | –            | –                          | –                          | –                          | q                          | [ 107 ] |
| Iwan Kozłow                  | 6 maja 1978          | –            | –                          | –                          | q                          | q                          | [ 108 ] |
| Juri Mikitinec               | 12 listopada 1974    | –            | –                          | –                          | q                          | q                          | [ 109 ] |
| Wołodymyr Steczniowycz       | 1979                 | –            | –                          | –                          | q                          | –                          | [ 110 ] |
| Włochy (2)                   |                      |              |                            |                            |                            |                            |         |
| Roberto Cecon                | 28 grudnia 1971      | 47           | –                          | –                          | 25                         | 31                         | [ 111 ] |
| Ivan Lunardi                 | 15 maja 1973         | –            | –                          | –                          | q                          | q                          | [ 112 ] |

Legenda:
q – zawodnik nie zakwalifikował się do konkursu głównego;
- – zawodnik nie został zgłoszony do kwalifikacji.